# Danh sách game của hãng Electronic Arts: 1983–1999
Đây là danh sách trò chơi điện tử đã phát hành hoặc đượcphát triển bởi Electronic Arts. Kể từ năm 1983 và bản phát hành năm 1987 của Skate or Die!, hãng đã lần lượt phát hành và phát triển các trò chơi, gói trò chơi, cũng như một số sản phẩm phần mềm trước đó. Chỉ các phiên bản của trò chơi do EA phát triển hoặc phát hành, cũng như số năm phát hành của các phiên bản đó mới được liệt kê ở đây.
| Được phát triển và phát hành bởi EA |
| Chỉ được phát triển bởi EA          |
| Chỉ được phát hành bởi EA           |
| Chỉ được phân phối bởi EA           |

Đây là một danh sách chưa hoàn tất, và có thể sẽ không bao giờ thỏa mãn yêu cầu hoàn tất. Bạn có thể đóng góp bằng cách mở rộng nó bằng các thông tin đáng tin cậy.
| Tựa                                                                   | Ngày phát hành       | Hệ máy                              | Nhà phát triển                                               | Tham khảo                       |
| --------------------------------------------------------------------- | -------------------- | ----------------------------------- | ------------------------------------------------------------ | ------------------------------- |
| Archon: The Light and the Dark                                        | 1983                 | Amiga                               | Free Fall Associates                                         | :32                             |
| Archon: The Light and the Dark                                        | 1983                 | Apple II                            | Free Fall Associates                                         | :32                             |
| Archon: The Light and the Dark                                        | 1983                 | Atari 8-bit                         | Free Fall Associates                                         | :39                             |
| Archon: The Light and the Dark                                        | 1983                 | Commodore 64                        | Free Fall Associates                                         | :32                             |
| Archon: The Light and the Dark                                        | 1983                 | DOS                                 | Free Fall Associates                                         | :32                             |
| Archon: The Light and the Dark                                        | 1983                 | Macintosh                           | Free Fall Associates                                         | :32                             |
| Axis Assassin                                                         | 1983                 | Apple II                            | Electronic Arts                                              | :9                              |
| Axis Assassin                                                         | 1983                 | Atari 8-bit                         | Electronic Arts                                              | [ 3 ]                           |
| Axis Assassin                                                         | 1983                 | Commodore 64                        | Electronic Arts                                              | :61                             |
| Hard Hat Mack                                                         | 1983                 | Apple II                            | Michael Abbot / Matthew Alexander                            | :20                             |
| Hard Hat Mack                                                         | 1983                 | Atari 8-bit                         | Michael Abbot / Matthew Alexander                            | :45                             |
| Hard Hat Mack                                                         | 1983                 | Commodore 64                        | Michael Abbot / Matthew Alexander                            | :65                             |
| Hard Hat Mack                                                         | 1984                 | IBM PC                              | Michael Abbot / Matthew Alexander                            | [ 4 ]                           |
| M.U.L.E.                                                              | 1983                 | Atari 8-bit                         | Ozark Softscape                                              | :71                             |
| M.U.L.E.                                                              | 1983                 | Commodore 64                        | Ozark Softscape                                              | :71                             |
| Murder on the Zinderneuf                                              | 1983                 | Apple II                            | Free Fall Associates                                         | [ 6 ]                           |
| Murder on the Zinderneuf                                              | 1983                 | Atari 8-bit                         | Free Fall Associates                                         | :50                             |
| Murder on the Zinderneuf                                              | 1983                 | Commodore 64                        | Free Fall Associates                                         | [ 6 ]                           |
| Murder on the Zinderneuf                                              | 1983                 | IBM PC                              | Free Fall Associates                                         | [ 7 ]                           |
| One on One: Dr. J vs. Larry Bird                                      | 1983                 | Amiga                               | Electronic Arts                                              | [ 8 ]                           |
| One on One: Dr. J vs. Larry Bird                                      | 1983                 | Apple II                            | Electronic Arts                                              | :126                            |
| One on One: Dr. J vs. Larry Bird                                      | 1983                 | Atari 8-bit                         | Electronic Arts                                              | [ 8 ]                           |
| One on One: Dr. J vs. Larry Bird                                      | 1983                 | Commodore 64                        | Electronic Arts                                              | [ 8 ]                           |
| One on One: Dr. J vs. Larry Bird                                      | 1983                 | DOS                                 | Electronic Arts                                              | [ 8 ]                           |
| One on One: Dr. J vs. Larry Bird                                      | 1983                 | Macintosh                           | Electronic Arts                                              | [ 8 ]                           |
| One on One: Dr. J vs. Larry Bird                                      | 1983                 | Atari 7800                          | Electronic Arts                                              | [ 8 ]                           |
| One on One: Dr. J vs. Larry Bird                                      | 1983                 | TRS-80 Color Computer               | Electronic Arts                                              | [ 8 ]                           |
| Pinball Construction Set                                              | 1983                 | Apple II                            | BudgeCo                                                      | :27                             |
| Pinball Construction Set                                              | 1983                 | Atari 8-bit                         | BudgeCo                                                      | :52                             |
| Pinball Construction Set                                              | 1983                 | Commodore 64                        | BudgeCo                                                      | :69                             |
| Pinball Construction Set                                              | 1985                 | IBM PC                              | BudgeCo                                                      | [ 9 ]                           |
| Pinball Construction Set                                              | 1986                 | Macintosh                           | BudgeCo                                                      | [ 9 ]                           |
| The Standing Stones                                                   | 1983                 | Apple II                            | Peter Schmuckal / Daniel B. Sommers                          | [ 10 ] [ 11 ] [ 12 ] [ 13 ]     |
| The Standing Stones                                                   | 1983                 | Commodore 64                        | Peter Schmuckal / Daniel B. Sommers                          | [ 10 ] [ 11 ] [ 12 ] [ 13 ]     |
| Worms?                                                                | 1983                 | Atari 8-bit                         | David Maynard                                                | :59                             |
| Worms?                                                                | 1983                 | Commodore 64                        | David Maynard                                                | :74                             |
| Archon II: Adept                                                      | 1984                 | Amiga                               | Free Fall Associates                                         | [ 14 ]                          |
| Archon II: Adept                                                      | 1984                 | Amstrad CPC                         | Free Fall Associates                                         | [ 14 ]                          |
| Archon II: Adept                                                      | 1984                 | Apple II                            | Free Fall Associates                                         | [ 14 ]                          |
| Archon II: Adept                                                      | 1984                 | Atari 8-bit                         | Free Fall Associates                                         | [ 14 ]                          |
| Archon II: Adept                                                      | 1984                 | Commodore 64                        | Free Fall Associates                                         | [ 14 ]                          |
| Adventure Construction Set                                            | 1984                 | Commodore 64                        | Stuart Smith                                                 | [ 15 ]                          |
| Adventure Construction Set                                            | 1985                 | Apple II                            | Stuart Smith                                                 | [ 15 ]                          |
| Adventure Construction Set                                            | 1986                 | Amiga                               | Glen Tenney                                                  | [ 15 ]                          |
| Adventure Construction Set                                            | 1987                 | DOS                                 | Stuart Smith                                                 | [ 15 ]                          |
| Mike Edwards' Realm of Impossibility                                  | 1984                 | Apple II                            | BRAM                                                         | [ 16 ]                          |
| Mike Edwards' Realm of Impossibility                                  | 1984                 | Atari 8-bit                         | BRAM                                                         | [ 16 ]                          |
| Mike Edwards' Realm of Impossibility                                  | 1984                 | Commodore 64                        | BRAM                                                         | [ 16 ]                          |
| Music Construction Set                                                | 1984                 | Apple II                            | Will Harvey / Richard Plom                                   | [ 17 ]                          |
| Music Construction Set                                                | 1984                 | Atari ST                            | Will Harvey / Richard Plom                                   | [ 18 ]                          |
| Music Construction Set                                                | 1984                 | Commodore 64                        | Will Harvey / Richard Plom                                   | :68                             |
| Music Construction Set                                                | 1984                 | DOS                                 | Will Harvey / Richard Plom                                   | [ 18 ]                          |
| The Seven Cities of Gold                                              | 1984                 | Apple II                            | Ozark Softscape                                              | [ 19 ]                          |
| The Seven Cities of Gold                                              | 1984                 | Atari 8-bit                         | Ozark Softscape                                              | [ 19 ]                          |
| The Seven Cities of Gold                                              | 1984                 | Commodore 64                        | Ozark Softscape                                              | [ 19 ]                          |
| The Seven Cities of Gold                                              | 1985                 | Amiga                               | Ozark Softscape                                              | [ 19 ]                          |
| The Seven Cities of Gold                                              | 1985                 | Macintosh                           | Ozark Softscape                                              | [ 19 ]                          |
| The Seven Cities of Gold                                              | 1987                 | DOS                                 | Ozark Softscape                                              | [ 19 ]                          |
| Skyfox                                                                | 1984                 | Apple II                            | Ray Tobey                                                    | [ 20 ] [ 21 ] [ 22 ]            |
| Skyfox                                                                | 1985                 | Amstrad CPC                         | Ray Tobey                                                    | [ 20 ] [ 21 ] [ 22 ]            |
| Skyfox                                                                | 1985                 | Commodore 64                        | Ray Tobey                                                    | [ 20 ] [ 21 ] [ 22 ]            |
| Skyfox                                                                | 1985                 | Macintosh                           | Ray Tobey                                                    | [ 20 ] [ 21 ] [ 22 ]            |
| Skyfox                                                                | 1986                 | Amiga                               | Ray Tobey                                                    | [ 20 ] [ 21 ] [ 22 ]            |
| Skyfox                                                                | 1986                 | Atari ST                            | Ray Tobey                                                    | [ 20 ] [ 21 ] [ 22 ]            |
| Alternate Reality: The City                                           | 1985                 | Amiga                               | Philip Price                                                 | [ 23 ]                          |
| Alternate Reality: The City                                           | 1985                 | Apple II                            | Philip Price                                                 | [ 23 ]                          |
| Alternate Reality: The City                                           | 1985                 | Atari 8-bit                         | Philip Price                                                 | [ 23 ]                          |
| Alternate Reality: The City                                           | 1985                 | Atari ST                            | Philip Price                                                 | [ 23 ]                          |
| Alternate Reality: The City                                           | 1985                 | Commodore 64                        | Philip Price                                                 | [ 23 ]                          |
| Alternate Reality: The City                                           | 1985                 | DOS                                 | Philip Price                                                 | [ 23 ]                          |
| Alternate Reality: The City                                           | 1985                 | Macintosh                           | Philip Price                                                 | [ 23 ]                          |
| The Bard's Tale                                                       | 1985                 | Amiga                               | Interplay Productions                                        | [ 24 ] [ 25 ]                   |
| The Bard's Tale                                                       | 1985                 | Amstrad CPC                         | Interplay Productions                                        | [ 24 ] [ 25 ]                   |
| The Bard's Tale                                                       | 1985                 | Apple II                            | Interplay Productions                                        | [ 24 ] [ 25 ]                   |
| The Bard's Tale                                                       | 1985                 | Apple IIGS                          | Interplay Productions                                        | [ 24 ] [ 25 ]                   |
| The Bard's Tale                                                       | 1985                 | Atari ST                            | Interplay Productions                                        | [ 24 ] [ 25 ]                   |
| The Bard's Tale                                                       | 1985                 | Commodore 64                        | Interplay Productions                                        | [ 24 ] [ 25 ]                   |
| The Bard's Tale                                                       | 1985                 | DOS                                 | Interplay Productions                                        | [ 24 ] [ 25 ]                   |
| The Bard's Tale                                                       | 1985                 | Macintosh                           | Interplay Productions                                        | [ 24 ] [ 25 ]                   |
| The Bard's Tale                                                       | 1988                 | ZX Spectrum                         | Interplay Productions                                        | [ 26 ]                          |
| Golden Oldies Volume 1: Computer Software Classics                    | 1985                 | Apple II                            | The Software Toolworks                                       | [ 27 ] [ 28 ] [ 29 ]            |
| Golden Oldies Volume 1: Computer Software Classics                    | 1985                 | Atari ST                            | The Software Toolworks                                       | [ 27 ] [ 28 ] [ 29 ]            |
| Golden Oldies Volume 1: Computer Software Classics                    | 1985                 | Commodore 64                        | The Software Toolworks                                       | [ 27 ] [ 28 ] [ 29 ]            |
| Golden Oldies Volume 1: Computer Software Classics                    | 1985                 | DOS                                 | The Software Toolworks                                       | [ 27 ] [ 28 ] [ 29 ]            |
| Heart of Africa                                                       | 1985                 | Commodore 64                        | Ozark Softscape                                              | [ 30 ] [ 31 ]                   |
| Lords of Conquest                                                     | 1985                 | Apple II                            | Eon Software                                                 | :140                            |
| Lords of Conquest                                                     | 1985                 | Atari 8-bit                         | Eon Software                                                 | :140                            |
| Lords of Conquest                                                     | 1985                 | Atari ST                            | Eon Software                                                 | :140                            |
| Lords of Conquest                                                     | 1985                 | Commodore 64                        | Eon Software                                                 | :140                            |
| Lords of Conquest                                                     | 1985                 | DOS                                 | Eon Software                                                 | :140                            |
| Mail Order Monsters                                                   | 1985                 | Atari 8-bit                         | Paul Reiche III / Evan Robinson / Nicky Robinson             | :326                            |
| Mail Order Monsters                                                   | 1985                 | Commodore 64                        | Paul Reiche III / Evan Robinson / Nicky Robinson             | :326                            |
| Racing Destruction Set                                                | 1985                 | Atari 8-bit                         | Rick Koenig                                                  | [ 33 ]                          |
| Racing Destruction Set                                                | 1985                 | Commodore 64                        | Rick Koenig                                                  | [ 33 ]                          |
| Richard Petty's Talladega                                             | 1985                 | Commodore 64                        | Cosmi                                                        | [ 34 ]                          |
| Robot Rascals                                                         | 1986                 | Apple II                            | Ozark Softscape                                              | [ 35 ]                          |
| Robot Rascals                                                         | 1986                 | Commodore 64                        | Ozark Softscape                                              | [ 35 ]                          |
| Robot Rascals                                                         | 1986                 | DOS                                 | Ozark Softscape                                              | [ 35 ]                          |
| Super Boulder Dash                                                    | 1986                 | Apple II                            | First Star Software                                          | [ 36 ]                          |
| Super Boulder Dash                                                    | 1986                 | Atari 8-bit                         | First Star Software                                          | [ 36 ]                          |
| Super Boulder Dash                                                    | 1986                 | Commodore 64                        | First Star Software                                          | [ 36 ]                          |
| Super Boulder Dash                                                    | 1986                 | DOS (booter)                        | First Star Software                                          | [ 36 ]                          |
| Timothy Leary's Mind Mirror                                           | 1986                 | Apple II                            | Futique, Inc.                                                | [ 37 ]                          |
| Timothy Leary's Mind Mirror                                           | 1986                 | Commodore 64                        | Futique, Inc.                                                | [ 37 ]                          |
| Timothy Leary's Mind Mirror                                           | 1986                 | DOS                                 | Futique, Inc.                                                | [ 37 ]                          |
| Touchdown Football                                                    | 1986                 | Atari 8-bit                         | Imagic                                                       | [ 38 ] [ 39 ]                   |
| Touchdown Football                                                    | 1986                 | Commodore 64                        | Imagic                                                       | [ 38 ] [ 39 ]                   |
| Touchdown Football                                                    | 1986                 | DOS                                 | Imagic                                                       | [ 38 ] [ 39 ]                   |
| Ultimate Wizard                                                       | 1986                 | Commodore 64                        | Progressive Peripherals and Software / Electronic Arts       | [ 40 ]                          |
| World Tour Golf                                                       | 1986                 | Amiga                               | Evan Robinson / Nicky Robinson / Paul Reiche III             | [ 41 ] [ 42 ]                   |
| World Tour Golf                                                       | 1986                 | Apple II                            | Evan Robinson / Nicky Robinson / Paul Reiche III             | [ 41 ] [ 42 ]                   |
| World Tour Golf                                                       | 1986                 | Commodore 64                        | Evan Robinson / Nicky Robinson / Paul Reiche III             | [ 41 ] [ 42 ]                   |
| World Tour Golf                                                       | 1986                 | DOS                                 | Evan Robinson / Nicky Robinson / Paul Reiche III             | [ 41 ] [ 42 ]                   |
| Age of Adventure                                                      | 1986                 | Apple II                            | Electronic Arts                                              | [ 43 ] [ 44 ]                   |
| Age of Adventure                                                      | 1986                 | Atari 8-bit                         | Electronic Arts                                              | [ 43 ] [ 44 ]                   |
| Age of Adventure                                                      | 1986                 | Commodore 64                        | Electronic Arts                                              | [ 43 ] [ 44 ]                   |
| Amnesia                                                               | 1986                 | Apple II                            | Cognetics Corporation                                        | [ 45 ] [ 46 ]                   |
| Amnesia                                                               | 1986                 | DOS (booter)                        | Cognetics Corporation                                        | [ 45 ] [ 46 ]                   |
| Amnesia                                                               | 1987                 | Commodore 64                        | Cognetics Corporation                                        | [ 45 ] [ 46 ]                   |
| Arcticfox                                                             | 1986                 | Amiga                               | Dynamix                                                      | [ 47 ]                          |
| Arcticfox                                                             | 1986                 | Apple II                            | Dynamix                                                      | [ 47 ]                          |
| Arcticfox                                                             | 1986                 | Atari ST                            | Dynamix                                                      | [ 47 ]                          |
| Arcticfox                                                             | 1986                 | Commodore 64                        | Dynamix                                                      | [ 47 ]                          |
| Arcticfox                                                             | 1986                 | DOS                                 | Dynamix                                                      | [ 47 ]                          |
| Arcticfox                                                             | 1986                 | ZX Spectrum                         | Dynamix                                                      | [ 47 ]                          |
| The Bard's Tale II: The Destiny Knight                                | 1986                 | Commodore 64                        | Interplay Productions                                        | [ 48 ] [ 49 ]                   |
| The Bard's Tale II: The Destiny Knight                                | 1987                 | Apple II                            | Interplay Productions                                        | [ 48 ] [ 49 ]                   |
| The Bard's Tale II: The Destiny Knight                                | 1988                 | Amiga                               | Interplay Productions                                        | [ 48 ] [ 49 ]                   |
| The Bard's Tale II: The Destiny Knight                                | 1988                 | Apple IIGS                          | Interplay Productions                                        | [ 48 ] [ 49 ]                   |
| The Bard's Tale II: The Destiny Knight                                | 1988                 | DOS                                 | Interplay Productions                                        | [ 48 ] [ 49 ]                   |
| Dan Dare: Pilot of the Future                                         | 1986                 | Commodore 128                       | Gang of Five                                                 | [ 50 ]                          |
| Dan Dare: Pilot of the Future                                         | 1986                 | Commodore 64                        | Gang of Five                                                 | [ 50 ]                          |
| Deluxe Music Construction Set                                         | 1986                 | Amiga                               | Geoff Brown                                                  | [ 51 ]                          |
| Deluxe Music Construction Set                                         | 1986                 | Atari ST                            | Geoff Brown                                                  | [ 51 ]                          |
| Instant Music                                                         | 1986                 | Amiga                               | Electronic Arts                                              | [ 52 ] [ 53 ]                   |
| Instant Music                                                         | 1986                 | Apple IIGS                          | Electronic Arts                                              | [ 52 ] [ 53 ]                   |
| Instant Music                                                         | 1986                 | Commodore 64                        | Electronic Arts                                              | [ 52 ] [ 53 ]                   |
| Make Your Own Murder Party                                            | 1986                 | Apple II                            | Trans Fiction Systems                                        | [ 54 ] [ 55 ]                   |
| Make Your Own Murder Party                                            | 1986                 | Commodore 64                        | Trans Fiction Systems                                        | [ 54 ] [ 55 ]                   |
| Make Your Own Murder Party                                            | 1986                 | DOS                                 | Trans Fiction Systems                                        | [ 54 ] [ 55 ]                   |
| Marble Madness                                                        | 1986                 | Amiga                               | Mark Cerny                                                   | :137                            |
| Marble Madness                                                        | 1986                 | Apple II                            | Mark Cerny                                                   | :137                            |
| Marble Madness                                                        | 1986                 | Atari ST                            | Mark Cerny                                                   | :137                            |
| Marble Madness                                                        | 1986                 | Commodore 64                        | Mark Cerny                                                   | :137                            |
| Marble Madness                                                        | 1986                 | DOS                                 | Mark Cerny                                                   | :137                            |
| Marble Madness                                                        | 1991                 | Sega Genesis/Mega Drive             | Mark Cerny                                                   | :137                            |
| Patton Versus Rommel                                                  | 1986                 | Macintosh                           | Chris Crawford                                               | [ 57 ]                          |
| Patton Versus Rommel                                                  | 1987                 | Commodore 64                        | Sculptured Software                                          | [ 57 ]                          |
| Patton Versus Rommel                                                  | 1987                 | DOS                                 | Sculptured Software                                          | [ 57 ]                          |
| PHM Pegasus                                                           | 1986                 | Amstrad CPC                         | Lucasfilm Games                                              | [ 58 ]                          |
| PHM Pegasus                                                           | 1986                 | Apple II                            | Lucasfilm Games                                              | [ 58 ]                          |
| PHM Pegasus                                                           | 1986                 | Commodore 64                        | Lucasfilm Games                                              | [ 58 ]                          |
| PHM Pegasus                                                           | 1986                 | ZX Spectrum                         | Lucasfilm Games                                              | [ 58 ]                          |
| PHM Pegasus                                                           | 1988                 | DOS                                 | Lucasfilm Games                                              | [ 58 ]                          |
| Chuck Yeager's Advanced Flight Trainer                                | 1987                 | Amstrad CPC                         | Lerner Research                                              | [ 59 ] [ 60 ] [ 61 ]            |
| Chuck Yeager's Advanced Flight Trainer                                | 1987                 | Apple II                            | Lerner Research                                              | [ 59 ] [ 60 ] [ 61 ]            |
| Chuck Yeager's Advanced Flight Trainer                                | 1987                 | Commodore 64                        | Lerner Research                                              | [ 59 ] [ 60 ] [ 61 ]            |
| Chuck Yeager's Advanced Flight Trainer                                | 1987                 | DOS                                 | Lerner Research                                              | [ 59 ] [ 60 ] [ 61 ]            |
| Chuck Yeager's Advanced Flight Trainer                                | 1987                 | ZX Spectrum                         | Lerner Research                                              | [ 59 ] [ 60 ] [ 61 ]            |
| Deathlord                                                             | 1987                 | Apple II                            | Electronic Arts                                              | [ 62 ]                          |
| Deathlord                                                             | 1987                 | Commodore 64                        | Electronic Arts                                              | [ 62 ]                          |
| Earl Weaver Baseball                                                  | 1987                 | Amiga                               | Don Daglow / Eddie Dombrower                                 | [ 63 ]                          |
| Earl Weaver Baseball                                                  | 1987                 | Apple II                            | Don Daglow / Eddie Dombrower                                 | [ 63 ]                          |
| Earl Weaver Baseball                                                  | 1987                 | DOS                                 | Don Daglow / Eddie Dombrower                                 | [ 63 ]                          |
| Earth Orbit Stations                                                  | 1987                 | Apple II                            | Karl Buiter                                                  | [ 64 ] [ 65 ] [ 66 ] [ 67 ]     |
| Earth Orbit Stations                                                  | 1987                 | Commodore 64                        | Karl Buiter                                                  | [ 64 ] [ 65 ] [ 66 ] [ 67 ]     |
| Earth Orbit Stations                                                  | 1987                 | Macintosh                           | Karl Buiter                                                  | [ 64 ] [ 65 ] [ 66 ] [ 67 ]     |
| Game Over II                                                          | 1987                 | Amstrad CPC                         | Dinamic Software                                             | [ 68 ]                          |
| Game Over II                                                          | 1987                 | Atari ST                            | Dinamic Software                                             | [ 68 ]                          |
| Game Over II                                                          | 1987                 | Commodore 64                        | Dinamic Software                                             | [ 68 ]                          |
| Game Over II                                                          | 1987                 | DOS                                 | Dinamic Software                                             | [ 68 ]                          |
| Game Over II                                                          | 1987                 | MSX                                 | Dinamic Software                                             | [ 68 ]                          |
| Game Over II                                                          | 1987                 | ZX Spectrum                         | Dinamic Software                                             | [ 68 ]                          |
| Legacy of the Ancients                                                | 1987                 | Apple II                            | Quest Software, Inc.                                         | [ 69 ]                          |
| Legacy of the Ancients                                                | 1987                 | Commodore 64                        | Quest Software, Inc.                                         | [ 69 ]                          |
| Legacy of the Ancients                                                | 1987                 | DOS                                 | Quest Software, Inc.                                         | [ 69 ]                          |
| Questmaster I: The Prism of Heheutotol                                | 1987                 | DOS                                 | MicroIllusions                                               | [ 70 ]                          |
| Skyfox II: The Cygnus Conflict                                        | 1987                 | Commodore 64                        | Dynamix                                                      | [ 71 ] [ 72 ] [ 73 ]            |
| Skyfox II: The Cygnus Conflict                                        | 1988                 | Amiga                               | Dynamix                                                      | [ 71 ] [ 72 ] [ 73 ]            |
| Skyfox II: The Cygnus Conflict                                        | 1988                 | DOS                                 | Dynamix                                                      | [ 71 ] [ 72 ] [ 73 ]            |
| Skyfox II: The Cygnus Conflict                                        | 1989                 | Atari ST                            | Dynamix                                                      | [ 71 ] [ 72 ] [ 73 ]            |
| Tomahawk                                                              | 1987                 | Atari 8-bit                         | Digital Integration                                          | [ 74 ]                          |
| Tomahawk                                                              | 1987                 | Commodore 64                        | Digital Integration                                          | [ 74 ]                          |
| Skate or Die!                                                         | tháng 10 năm 1987    | Amstrad CPC                         | Electronic Arts                                              | [ 75 ]                          |
| Skate or Die!                                                         | tháng 10 năm 1987    | Apple II                            | Electronic Arts                                              | [ 76 ]                          |
| Skate or Die!                                                         | tháng 10 năm 1987    | Atari ST                            | Electronic Arts                                              | [ 76 ]                          |
| Skate or Die!                                                         | tháng 10 năm 1987    | Commodore 64                        | Electronic Arts                                              | [ 76 ]                          |
| Skate or Die!                                                         | tháng 10 năm 1987    | DOS                                 | Electronic Arts                                              | [ 77 ]                          |
| Skate or Die!                                                         | tháng 10 năm 1987    | ZX Spectrum                         | Electronic Arts                                              | [ 78 ]                          |
| Wasteland                                                             | 2 tháng 1 năm 1988   | Apple II                            | Interplay Productions                                        | [ 79 ] [ 80 ]                   |
| Wasteland                                                             | 2 tháng 1 năm 1988   | Commodore 64                        | Interplay Productions                                        | [ 79 ] [ 80 ]                   |
| Wasteland                                                             | 2 tháng 1 năm 1988   | DOS                                 | Interplay Productions                                        | [ 79 ] [ 80 ]                   |
| Aaargh!                                                               | 1988                 | Amiga                               | Binary Design / Sculptured Software                          | [ 81 ]                          |
| Abrams Battle Tank                                                    | 1988                 | DOS                                 | Dynamix                                                      | [ 82 ]                          |
| The Bard's Tale III: Thief of Fate                                    | 1988                 | Apple II                            | Interplay Productions                                        | [ 25 ] [ 83 ] [ 84 ]            |
| The Bard's Tale III: Thief of Fate                                    | 1988                 | Commodore 64                        | Interplay Productions                                        | [ 25 ] [ 83 ] [ 84 ]            |
| The Bard's Tale III: Thief of Fate                                    | 1990                 | DOS                                 | Interplay Productions                                        | [ 25 ] [ 83 ] [ 84 ]            |
| The Bard's Tale III: Thief of Fate                                    | 1991                 | Amiga                               | Interplay Productions                                        | [ 25 ] [ 83 ] [ 84 ]            |
| Caveman Ughlympics                                                    | 1988                 | Commodore 64                        | Dynamix                                                      | [ 85 ]                          |
| Caveman Ughlympics                                                    | 1989                 | DOS                                 | Dynamix                                                      | [ 85 ]                          |
| F/A 18 Interceptor                                                    | 1988                 | Amiga                               | Intellisoft                                                  | [ 86 ] [ 87 ]                   |
| Ferrari Formula One                                                   | 1988                 | Amiga                               | Electronic Arts / Imagitec Design Inc.                       | [ 88 ] [ 89 ]                   |
| Ferrari Formula One                                                   | 1988                 | Atari ST                            | Electronic Arts / Imagitec Design Inc.                       | [ 88 ] [ 89 ]                   |
| Ferrari Formula One                                                   | 1988                 | Commodore 64                        | Electronic Arts / Imagitec Design Inc.                       | [ 88 ] [ 89 ]                   |
| Ferrari Formula One                                                   | 1988                 | DOS                                 | Electronic Arts / Imagitec Design Inc.                       | [ 88 ] [ 89 ]                   |
| Fusion                                                                | 1988                 | Amiga                               | Bullfrog Productions                                         | [ 90 ] [ 91 ]                   |
| Fusion                                                                | 1988                 | Atari ST                            | Bullfrog Productions                                         | [ 90 ] [ 91 ]                   |
| John Madden Football                                                  | 1 tháng 6 năm 1988   | Apple II                            | Bethesda Softworks                                           | [ 92 ] [ 93 ] [ 94 ] [ 95 ]     |
| John Madden Football                                                  | 1989                 | Commodore 64                        | Rob Johnson                                                  | [ 92 ] [ 93 ] [ 94 ] [ 95 ]     |
| John Madden Football                                                  | 1989                 | DOS                                 | Robin Antonick / John Friedman                               | [ 92 ] [ 93 ] [ 94 ] [ 95 ]     |
| Kings of the Beach                                                    | 1988                 | Commodore 64                        | Electronic Arts                                              | [ 96 ] [ 97 ]                   |
| Kings of the Beach                                                    | 1988                 | DOS                                 | Electronic Arts                                              | [ 96 ] [ 97 ]                   |
| Mars Saga                                                             | 1988                 | Commodore 64                        | Westwood Associates                                          | [ 98 ]                          |
| Modem Wars                                                            | 1988                 | Commodore 64                        | Ozark Softscape                                              | [ 99 ]                          |
| Modem Wars                                                            | 1988                 | DOS                                 | Ozark Softscape                                              | [ 99 ]                          |
| Powerdrome                                                            | 1988                 | Amiga                               | Michael Powell                                               | [ 100 ] [ 101 ] [ 102 ]         |
| Powerdrome                                                            | 1989                 | Atari ST                            | Michael Powell                                               | [ 100 ] [ 101 ] [ 102 ]         |
| Powerdrome                                                            | 1990                 | DOS                                 | Michael Powell                                               | [ 100 ] [ 101 ] [ 102 ]         |
| Powerplay Hockey                                                      | 1988                 | Commodore 64                        | Electronic Arts                                              | [ 103 ]                         |
| Rack 'Em                                                              | 1988                 | Commodore 64                        | Artech Digital Entertainments, Inc.                          | [ 104 ]                         |
| Sentinel Worlds I: Future Magic                                       | 1988                 | Commodore 64                        | Karl Buiter                                                  | [ 105 ] [ 106 ]                 |
| Sentinel Worlds I: Future Magic                                       | 1988                 | DOS                                 | Karl Buiter                                                  | [ 105 ] [ 106 ]                 |
| Serve & Volley                                                        | 1988                 | Commodore 64                        | Artech D.E. Inc                                              | [ 107 ] [ 108 ]                 |
| TKO                                                                   | 1988                 | Commodore 64                        | Accolade                                                     | [ 109 ]                         |
| The Train: Escape to Normandy                                         | 1988                 | Amstrad CPC                         | Artech Digital Entertainment                                 | [ 110 ] [ 111 ] [ 112 ]         |
| The Train: Escape to Normandy                                         | 1988                 | Commodore 64                        | Artech Digital Entertainment                                 | [ 110 ] [ 111 ] [ 112 ]         |
| Vixen                                                                 | 1988                 | ZX Spectrum                         | Intelligent Design                                           | [ 113 ]                         |
| Zany Golf                                                             | 1988                 | Amiga                               | Sandcastle Productions                                       | [ 114 ]                         |
| Zany Golf                                                             | 1988                 | Apple II                            | Sandcastle Productions                                       | [ 114 ]                         |
| Zany Golf                                                             | 1988                 | Atari ST                            | Sandcastle Productions                                       | [ 114 ]                         |
| Zany Golf                                                             | 1988                 | DOS                                 | Sandcastle Productions                                       | [ 114 ]                         |
| Zany Golf                                                             | 1988                 | Sega Genesis/Mega Drive             | Sandcastle Productions                                       | [ 114 ]                         |
| SimCity                                                               | 1 tháng 2 năm 1989   | Numerous platforms                  | Maxis                                                        | [ 115 ]                         |
| Populous                                                              | 5 tháng 6 năm 1989   | Amiga                               | Bullfrog Productions                                         | [ 116 ]                         |
| Populous                                                              | 5 tháng 6 năm 1989   | Atari ST                            | Bullfrog Productions                                         | [ 117 ]                         |
| Populous                                                              | 5 tháng 6 năm 1989   | DOS                                 | Bullfrog Productions                                         | [ 118 ]                         |
| Populous                                                              | 5 tháng 6 năm 1989   | Sega Genesis/Mega Drive             | Bullfrog Productions                                         | [ 119 ]                         |
| 688 Attack Sub                                                        | 1989                 | DOS                                 | Electronic Arts                                              | [ 120 ]                         |
| 688 Attack Sub                                                        | 1990                 | Amiga                               | Electronic Arts                                              | [ 120 ]                         |
| 688 Attack Sub                                                        | tháng 7 năm 1991     | Sega Genesis/Mega Drive             | MicroProse                                                   | :192                            |
| The Archon Collection                                                 | 1989                 | Amiga                               | Free Fall Associates                                         | [ 121 ]                         |
| Budokan: The Martial Spirit                                           | 1989                 | Amiga                               | Electronic Arts                                              | [ 122 ] [ 123 ]                 |
| Budokan: The Martial Spirit                                           | 1989                 | Amstrad CPC                         | Electronic Arts                                              | [ 122 ] [ 123 ]                 |
| Budokan: The Martial Spirit                                           | 1989                 | Commodore 64                        | Electronic Arts                                              | [ 122 ] [ 123 ]                 |
| Budokan: The Martial Spirit                                           | 1989                 | DOS                                 | Electronic Arts                                              | [ 122 ] [ 123 ]                 |
| Budokan: The Martial Spirit                                           | 1989                 | ZX Spectrum                         | Electronic Arts                                              | [ 122 ] [ 123 ]                 |
| Budokan: The Martial Spirit                                           | 1990                 | Sega Genesis/Mega Drive             | Electronic Arts                                              | :63                             |
| Cartooners                                                            | 1989                 | Apple IIGS                          | Electronic Arts                                              | [ 124 ]                         |
| Cartooners                                                            | 1989                 | DOS                                 | Electronic Arts                                              | [ 124 ]                         |
| Chuck Yeager's Advanced Flight Trainer 2.0                            | 1989                 | Amiga                               | Lerner Research                                              | [ 125 ]                         |
| Chuck Yeager's Advanced Flight Trainer 2.0                            | 1989                 | Atari ST                            | Lerner Research                                              | [ 125 ]                         |
| Chuck Yeager's Advanced Flight Trainer 2.0                            | 1989                 | DOS                                 | Lerner Research                                              | [ 125 ]                         |
| F-16 Combat Pilot                                                     | 1989                 | DOS                                 | Black Box                                                    | [ 126 ]                         |
| Fire King                                                             | 1989                 | Commodore 64                        | Strategic Studies Group                                      | [ 127 ] [ 128 ]                 |
| Fire King                                                             | 1989                 | DOS                                 | Strategic Studies Group                                      | [ 127 ] [ 128 ]                 |
| The Hound of Shadow                                                   | 1989                 | Amiga                               | Eldritch Games                                               | [ 129 ] [ 130 ]                 |
| The Hound of Shadow                                                   | 1989                 | Atari ST                            | Eldritch Games                                               | [ 129 ] [ 130 ]                 |
| The Hound of Shadow                                                   | 1989                 | DOS                                 | Eldritch Games                                               | [ 129 ] [ 130 ]                 |
| Indianapolis 500: The Simulation                                      | 1989                 | DOS                                 | Papyrus                                                      | [ 131 ]                         |
| Indianapolis 500: The Simulation                                      | 1990                 | Amiga                               | Papyrus                                                      | [ 132 ]                         |
| Keef the Thief                                                        | 1989                 | Amiga                               | Naughty Dog                                                  | [ 133 ]                         |
| Keef the Thief                                                        | 1989                 | DOS                                 | Naughty Dog                                                  | [ 133 ]                         |
| Lakers versus Celtics and the NBA Playoffs                            | 1989                 | DOS                                 | Electronic Arts                                              | [ 134 ] [ 135 ]                 |
| Lakers versus Celtics and the NBA Playoffs                            | 1990                 | Sega Genesis/Mega Drive             | Electronic Arts                                              | :129                            |
| Panzer Battles                                                        | 1989                 | Amiga                               | SSG Strategic Studies                                        | [ 136 ]                         |
| Populous: The Final Frontier                                          | 1989                 | Amiga                               | Bullfrog Productions                                         | [ 137 ]                         |
| Populous: The Final Frontier                                          | 1989                 | Atari ST                            | Bullfrog Productions                                         | [ 137 ]                         |
| Populous: The Promised Lands                                          | 1989                 | Amiga                               | Bullfrog Productions                                         | [ 138 ] [ 139 ]                 |
| Populous: The Promised Lands                                          | 1989                 | Atari ST                            | Bullfrog Productions                                         | [ 138 ] [ 139 ]                 |
| Populous: The Promised Lands                                          | 1989                 | DOS                                 | Bullfrog Productions                                         | [ 138 ] [ 139 ]                 |
| Project Firestart                                                     | 1989                 | Commodore 64                        | Dynamix                                                      | [ 140 ]                         |
| Shadow of the Beast                                                   | 1989                 | Sega Genesis/Mega Drive             | Reflections Interactive                                      | [ 141 ]                         |
| Starflight                                                            | 1989                 | Amiga                               | Binary Systems                                               | [ 142 ] [ 143 ]                 |
| Starflight                                                            | 1989                 | Commodore 64                        | Binary Systems                                               | [ 144 ]                         |
| Starflight                                                            | 1990                 | Atari ST                            | Binary Systems                                               | [ 142 ] [ 143 ]                 |
| Starflight                                                            | 1990                 | Macintosh                           | Binary Systems                                               | [ 145 ]                         |
| Starflight                                                            | 15 tháng 5 năm 1991  | Sega Genesis/Mega Drive             | Binary Systems                                               | [ 146 ]                         |
| Starflight 2: Trade Routes of the Cloud Nebula                        | 1989                 | DOS                                 | Binary Systems                                               | [ 147 ]                         |
| Starflight 2: Trade Routes of the Cloud Nebula                        | 1991                 | Amiga                               | MicroMagic                                                   | [ 147 ]                         |
| Starflight 2: Trade Routes of the Cloud Nebula                        | 1991                 | Apple II                            | MicroMagic                                                   | [ 147 ]                         |
| The Untouchables                                                      | 1989                 | Commodore 64                        | Ocean Software                                               | [ 148 ]                         |
| Flood                                                                 | tháng 6 năm 1990     | Amiga                               | Bullfrog Productions                                         | :57                             |
| Flood                                                                 | tháng 6 năm 1990     | Atari ST                            | Bullfrog Productions                                         | :57                             |
| The Immortal                                                          | tháng 11 năm 1990    | Amiga                               | Sandcastle                                                   | [ 150 ]                         |
| The Immortal                                                          | tháng 11 năm 1990    | Apple II                            | Sandcastle                                                   | [ 150 ]                         |
| The Immortal                                                          | tháng 11 năm 1990    | Atari ST                            | Sandcastle                                                   | [ 150 ]                         |
| The Immortal                                                          | tháng 11 năm 1990    | DOS                                 | Sandcastle                                                   | [ 150 ]                         |
| The Immortal                                                          | tháng 11 năm 1990    | Nintendo Entertainment System       | Sandcastle                                                   | [ 150 ]                         |
| The Immortal                                                          | 11 tháng 7 năm 1991  | Sega Genesis/Mega Drive             | Sandcastle                                                   | :116                            |
| John Madden Football                                                  | tháng 12 năm 1990    | Sega Genesis/Mega Drive             | Park Place Productions                                       | [ 151 ]                         |
| John Madden Football                                                  | tháng 11 năm 1991    | Super Nintendo Entertainment System | Park Place Productions                                       | [ 152 ] [ 153 ]                 |
| John Madden Football                                                  | tháng 12 năm 1992    | Amiga                               | Park Place Productions                                       | [ 154 ]                         |
| The Bard's Tale Trilogy                                               | 1990                 | DOS                                 | Interplay Productions                                        | [ 155 ]                         |
| Battle Squadron                                                       | 1990                 | Sega Genesis/Mega Drive             | Cope-Com                                                     | :52                             |
| Centurion: Defender of Rome                                           | 1990                 | Amiga                               | Bits of Magic                                                | :138                            |
| Centurion: Defender of Rome                                           | 1990                 | DOS                                 | Bits of Magic                                                | :138                            |
| Centurion: Defender of Rome                                           | 1991                 | Sega Genesis/Mega Drive             | Bits of Magic                                                | :67                             |
| Escape from Hell                                                      | 1990                 | DOS                                 | Electronic Arts                                              | [ 156 ]                         |
| Fountain of Dreams                                                    | 1990                 | DOS                                 | Electronic Arts                                              | [ 157 ]                         |
| Hard Nova                                                             | 1990                 | Amiga                               | Malibu Interactive                                           | [ 158 ] [ 159 ] [ 160 ] [ 161 ] |
| Hard Nova                                                             | 1990                 | Atari ST                            | Malibu Interactive                                           | [ 158 ] [ 159 ] [ 160 ] [ 161 ] |
| Hard Nova                                                             | 1990                 | DOS                                 | Malibu Interactive                                           | [ 158 ] [ 159 ] [ 160 ] [ 161 ] |
| Imperium                                                              | 1990                 | Amiga                               | The Intelligent Games Co.                                    | [ 162 ]                         |
| Imperium                                                              | 1990                 | Atari ST                            | The Intelligent Games Co.                                    | [ 162 ]                         |
| Imperium                                                              | 1990                 | DOS                                 | The Intelligent Games Co.                                    | [ 162 ]                         |
| LHX Attack Chopper                                                    | 1990                 | DOS                                 | Electronic Arts                                              | [ 163 ] [ 164 ] [ 165 ]         |
| LHX Attack Chopper                                                    | 1992                 | Sega Genesis/Mega Drive             | Electronic Arts                                              | :132                            |
| Low Blow                                                              | 1990                 | DOS                                 | Synergistic Software                                         | [ 166 ] [ 167 ]                 |
| Powermonger                                                           | 1990                 | Amiga                               | Bullfrog Productions                                         | :21                             |
| Powermonger                                                           | 1990                 | Atari ST                            | Bullfrog Productions                                         | :21                             |
| Powermonger                                                           | 1992                 | DOS                                 | Bullfrog Productions                                         | [ 169 ]                         |
| Powermonger                                                           | 1992                 | Sega Genesis/Mega Drive             | Bullfrog Productions                                         | :170                            |
| Powermonger                                                           | 1994                 | Macintosh                           | Bullfrog Productions                                         | [ 169 ]                         |
| Powermonger                                                           | 1994                 | Sega CD                             | Bullfrog Productions                                         | [ 170 ]                         |
| Projectyle                                                            | 1990                 | Amiga                               | Eldritch the Cat                                             | [ 171 ] [ 172 ] [ 173 ]         |
| Projectyle                                                            | 1990                 | Atari ST                            | Eldritch the Cat                                             | [ 171 ] [ 172 ] [ 173 ]         |
| Shadow of the Beast II                                                | 1990                 | Sega Genesis/Mega Drive             | Reflections Interactive                                      | [ 174 ]                         |
| Skate or Die 2: The Search for Double Trouble                         | 1990                 | Nintendo Entertainment System       | Electronic Arts                                              | [ 175 ]                         |
| Ski or Die                                                            | 1990                 | Amiga                               | Electronic Arts                                              | [ 176 ]                         |
| Ski or Die                                                            | 1990                 | Commodore 64                        | Electronic Arts                                              | [ 176 ]                         |
| Ski or Die                                                            | 1990                 | DOS                                 | Electronic Arts                                              | [ 176 ]                         |
| Sword of Sodan                                                        | 1990                 | Sega Genesis/Mega Drive             | Innerprise                                                   | :212                            |
| King's Bounty                                                         | 21 tháng 2 năm 1991  | Sega Genesis/Mega Drive             | New World Computing                                          | :128                            |
| Populous II: Trials of the Olympian Gods                              | 31 tháng 8 năm 1991  | Amiga                               | Bullfrog Productions                                         | [ 177 ]                         |
| Populous II: Trials of the Olympian Gods                              | 31 tháng 8 năm 1991  | Atari ST                            | Bullfrog Productions                                         | [ 177 ]                         |
| Populous II: Trials of the Olympian Gods                              | 31 tháng 8 năm 1991  | DOS                                 | Bullfrog Productions                                         | [ 177 ]                         |
| Populous II: Trials of the Olympian Gods                              | 31 tháng 8 năm 1991  | Sega Genesis/Mega Drive             | Bullfrog Productions                                         | [ 177 ]                         |
| Are We There Yet?                                                     | 1991                 | DOS                                 | Manley & Associates, Inc.                                    | [ 178 ]                         |
| The Bard's Tale Construction Set                                      | 1991                 | Amiga                               | Interplay Productions                                        | [ 179 ]                         |
| The Bard's Tale Construction Set                                      | 1991                 | DOS                                 | Interplay Productions                                        | [ 179 ]                         |
| Battle Chess II: Chinese Chess                                        | 1991                 | Amiga                               | Interplay Entertainment                                      | [ 180 ]                         |
| Battle Chess II: Chinese Chess                                        | 1991                 | DOS                                 | Interplay Entertainment                                      | [ 180 ]                         |
| Birds of Prey                                                         | 1991                 | Amiga                               | Argonaut Games                                               | [ 181 ]                         |
| Birds of Prey                                                         | 1991                 | DOS                                 | Argonaut Games                                               | [ 181 ]                         |
| Bulls vs Lakers and the NBA Playoffs                                  | 1991                 | Sega Genesis/Mega Drive             | Electronic Arts                                              | :64                             |
| Chuck Yeager's Air Combat                                             | 1991                 | DOS                                 | Brent Iverson                                                | [ 182 ] [ 183 ] [ 184 ]         |
| Chuck Yeager's Air Combat                                             | 1991                 | Macintosh                           | Brent Iverson                                                | [ 185 ]                         |
| Dark Castle                                                           | 1991                 | Sega Genesis/Mega Drive             | Silicon Beach Software                                       | :79                             |
| Earl Weaver Baseball II                                               | 1991                 | DOS                                 | Don Daglow / Eddie Dombrower                                 | [ 186 ]                         |
| F-22 Interceptor                                                      | 1991                 | Sega Genesis/Mega Drive             | Lerner Research                                              | :95                             |
| The Faery Tale Adventure: Book I                                      | 1991                 | Sega Genesis/Mega Drive             | MicroIllusions                                               | :95                             |
| Fatal Rewind                                                          | 1991                 | Sega Genesis/Mega Drive             | Raising Hell Software                                        | :97                             |
| James Pond: Underwater Agent                                          | 1991                 | Sega Genesis/Mega Drive             | Millennium Interactive                                       | :119                            |
| James Pond 2: Codename: RoboCod                                       | 1991                 | Sega Genesis/Mega Drive             | Millennium Interactive / Vectordean                          | :119                            |
| John Madden Football '92                                              | 1991                 | Sega Genesis/Mega Drive             | Electronic Arts                                              | :123                            |
| Lotus Turbo Challenge 2                                               | 1991                 | Sega Genesis/Mega Drive             | Magnetic Fields                                              | [ 187 ]                         |
| The Magic Candle II: The Four and Forty                               | 1991                 | DOS                                 | Mindcraft Software                                           | [ 161 ] [ 188 ] [ 189 ]         |
| Might and Magic II: Gates to Another World                            | 1991                 | Sega Genesis/Mega Drive             | New World Computing                                          | :144                            |
| NHL Hockey                                                            | 1991                 | Sega Genesis/Mega Drive             | Park Place Productions                                       | :155                            |
| PGA Tour Golf                                                         | 1991                 | Amiga                               | Sterling Silver Software                                     | [ 190 ]                         |
| PGA Tour Golf                                                         | 1991                 | DOS                                 | Sterling Silver Software                                     | [ 191 ]                         |
| PGA Tour Golf                                                         | 1991                 | Sega Genesis/Mega Drive             | Sterling Silver Software                                     | [ 192 ]                         |
| PGA Tour Golf                                                         | tháng 3 năm 1992     | Super Nintendo Entertainment System | Sterling Silver Software                                     | [ 193 ]                         |
| Powermonger: World War 1 Edition                                      | 1991                 | Amiga                               | Bullfrog Productions                                         | [ 194 ]                         |
| Powermonger: World War 1 Edition                                      | 1991                 | Atari ST                            | Bullfrog Productions                                         | [ 194 ]                         |
| Rampart                                                               | 1991                 | DOS                                 | Bitmasters                                                   | [ 195 ]                         |
| Rampart                                                               | 1991                 | Super Nintendo Entertainment System | Bitmasters                                                   | [ 195 ]                         |
| Rings of Power                                                        | 1991                 | Sega Genesis/Mega Drive             | Naughty Dog                                                  | :178                            |
| Road Rash                                                             | tháng 9 năm 1991     | Sega Genesis/Mega Drive             | Electronic Arts                                              | [ 197 ]                         |
| Road Rash                                                             | tháng 12 năm 1992    | Amiga                               | Peakstar Software                                            | [ 198 ]                         |
| NHLPA Hockey '93                                                      | tháng 9 năm 1992     | Sega Genesis/Mega Drive             | Park Place Productions                                       | :157                            |
| NHLPA Hockey '93                                                      | tháng 12 năm 1992    | Super Nintendo Entertainment System | Park Place Productions                                       | [ 199 ]                         |
| Road Rash II                                                          | tháng 12 năm 1992    | Sega Genesis/Mega Drive             | Electronic Arts                                              | [ 200 ]                         |
| Air Land Sea                                                          | 1992                 | Amiga                               | Electronic Arts                                              | [ 201 ] [ 202 ]                 |
| The Aquatic Games                                                     | 1992                 | Sega Genesis/Mega Drive             | Millennium Interactive                                       | :45                             |
| Black Crypt                                                           | 1992                 | Amiga                               | Raven Software                                               | [ 203 ]                         |
| Bulls vs. Blazers and the NBA Playoffs                                | 1992                 | Super Nintendo Entertainment System | Electronic Arts                                              | [ 204 ]                         |
| Bulls vs. Blazers and the NBA Playoffs                                | 1993                 | Sega Genesis/Mega Drive             | Electronic Arts                                              | :64                             |
| Car and Driver                                                        | 1992                 | DOS                                 | Lerner Research                                              | [ 205 ]                         |
| Crüe Ball                                                             | 1992                 | Sega Genesis/Mega Drive             | NuFX                                                         | :77                             |
| Daughter of Serpents                                                  | 1992                 | DOS                                 | Eldritch Games                                               | [ 206 ]                         |
| Desert Strike: Return to the Gulf                                     | tháng 2 năm 1992     | Amiga                               | Electronic Arts                                              | [ 207 ]                         |
| Desert Strike: Return to the Gulf                                     | tháng 2 năm 1992     | Macintosh                           | Electronic Arts                                              | [ 208 ]                         |
| Desert Strike: Return to the Gulf                                     | tháng 2 năm 1992     | Game Gear                           | Electronic Arts                                              | [ 208 ]                         |
| Desert Strike: Return to the Gulf                                     | tháng 2 năm 1992     | Sega Genesis/Mega Drive             | Electronic Arts                                              | :82                             |
| Desert Strike: Return to the Gulf                                     | tháng 2 năm 1992     | Super Nintendo Entertainment System | Electronic Arts                                              | [ 208 ]                         |
| Galahad                                                               | 1992                 | Sega Genesis/Mega Drive             | Traveller's Tales                                            | [ 209 ]                         |
| Heroes of the 357th                                                   | 1992                 | DOS                                 | Midnight Software                                            | [ 210 ]                         |
| Hong Kong Mahjong                                                     | 1992                 | DOS                                 | Nine Dragons Software                                        | [ 211 ]                         |
| John Madden Football '93                                              | 1992                 | Sega Genesis/Mega Drive             | Blue Sky Productions                                         | :123                            |
| John Madden Football '93                                              | 1992                 | Super Nintendo Entertainment System | Electronic Arts                                              | [ 212 ]                         |
| The Lost Files of Sherlock Holmes                                     | 1992                 | DOS                                 | Mythos Software                                              | [ 213 ] [ 214 ]                 |
| The Lost Files of Sherlock Holmes                                     | 1994                 | 3DO                                 | Mythos Software                                              | [ 213 ] [ 214 ]                 |
| Lotus: The Ultimate Challenge                                         | 1992                 | Sega Genesis/Mega Drive             | Magnetic Fields                                              | [ 215 ]                         |
| The Magic Candle III                                                  | 1992                 | DOS                                 | Mindcraft Software                                           | [ 216 ]                         |
| PGA Tour Golf II                                                      | 1992                 | Sega Genesis/Mega Drive             | Polygon Games                                                | [ 217 ]                         |
| Risky Woods                                                           | 1992                 | Amiga                               | Dinamic Software / Zeus Software                             | [ 218 ]                         |
| Risky Woods                                                           | 1992                 | Atari ST                            | Dinamic Software / Zeus Software                             | [ 218 ]                         |
| Risky Woods                                                           | 1992                 | DOS                                 | Dinamic Software / Zeus Software                             | [ 218 ]                         |
| Risky Woods                                                           | 1992                 | Sega Genesis/Mega Drive             | Dinamic Software / Zeus Software                             | [ 218 ]                         |
| Rolo to the Rescue                                                    | 1992                 | Sega Genesis/Mega Drive             | Vectordean                                                   | :184                            |
| Team USA Basketball                                                   | 1992                 | Sega Genesis/Mega Drive             | Electronic Arts                                              | [ 219 ] [ 220 ]                 |
| Ultima Underworld II: Labyrinth of Worlds                             | tháng 1 năm 1993     | DOS                                 | LookingGlass Technologies / Origin Systems                   | [ 221 ]                         |
| Ultima Underworld II: Labyrinth of Worlds                             | tháng 1 năm 1993     | FM Towns                            | LookingGlass Technologies / Origin Systems                   | [ 221 ]                         |
| Ultima Underworld II: Labyrinth of Worlds                             | tháng 1 năm 1993     | PC-98                               | LookingGlass Technologies / Origin Systems                   | [ 221 ]                         |
| Harley's Humongous Adventure                                          | tháng 2 năm 1993     | Super Nintendo Entertainment System | Visual Concepts                                              | [ 222 ]                         |
| Ultrabots                                                             | tháng 3 năm 1993     | DOS                                 | Novalogic                                                    | [ 223 ]                         |
| Ultima VII, Part Two: The Silver Seed                                 | 25 tháng 3 năm 1993  | DOS                                 | Origin Systems                                               | [ 224 ]                         |
| The Labyrinth of Time                                                 | 1 tháng 6 năm 1993   | Amiga CD32                          | Terra Nova Development                                       | [ 225 ]                         |
| The Labyrinth of Time                                                 | 1 tháng 6 năm 1993   | DOS                                 | Terra Nova Development                                       | [ 225 ]                         |
| The Labyrinth of Time                                                 | 1 tháng 6 năm 1993   | Macintosh                           | Terra Nova Development                                       | [ 225 ]                         |
| SEAL Team                                                             | 1 tháng 6 năm 1993   | DOS                                 | Electronic Arts                                              | [ 226 ]                         |
| Syndicate                                                             | 6 tháng 6 năm 1993   | Amiga                               | Bullfrog Productions / Ocean Software                        | [ 227 ]                         |
| Syndicate                                                             | 6 tháng 6 năm 1993   | DOS                                 | Bullfrog Productions / Ocean Software                        | [ 227 ]                         |
| Syndicate                                                             | 6 tháng 6 năm 1993   | Sega Genesis/Mega Drive             | Bullfrog Productions / Ocean Software                        | [ 227 ]                         |
| General Chaos                                                         | 15 tháng 8 năm 1993  | Sega Genesis/Mega Drive             | Game Refuge Inc.                                             | :106                            |
| Madden NFL '94                                                        | 19 tháng 11 năm 1993 | Sega Genesis/Mega Drive             | Visual Concepts / High Score Productions                     | :135                            |
| Madden NFL '94                                                        | 19 tháng 11 năm 1993 | Super Nintendo Entertainment System | Visual Concepts / High Score Productions                     | [ 228 ]                         |
| Kasparov's Gambit                                                     | tháng 11 năm 1993    | DOS                                 | Heuristic Software                                           | [ 229 ]                         |
| FIFA International Soccer                                             | 15 tháng 12 năm 1993 | 3DO                                 | Extended Play Productions                                    | [ 230 ]                         |
| FIFA International Soccer                                             | 15 tháng 12 năm 1993 | Amiga                               | Extended Play Productions                                    | [ 231 ]                         |
| FIFA International Soccer                                             | 15 tháng 12 năm 1993 | DOS                                 | Creative Assembly                                            | [ 232 ]                         |
| FIFA International Soccer                                             | 15 tháng 12 năm 1993 | Game Gear                           | Extended Play Productions                                    | [ 233 ]                         |
| FIFA International Soccer                                             | 15 tháng 12 năm 1993 | Sega Genesis/Mega Drive             | Extended Play Productions                                    | :97                             |
| FIFA International Soccer                                             | 15 tháng 12 năm 1993 | Mega-CD                             | Extended Play Productions                                    | [ 234 ]                         |
| FIFA International Soccer                                             | 15 tháng 12 năm 1993 | Super Nintendo Entertainment System | Extended Play Productions                                    | [ 235 ]                         |
| Bill Walsh College Football                                           | 1993                 | Sega CD                             | Electronic Arts / Visual Concepts                            | [ 236 ]                         |
| Bill Walsh College Football                                           | 1993                 | Sega Genesis/Mega Drive             | Electronic Arts / Visual Concepts                            | [ 236 ]                         |
| Bill Walsh College Football                                           | 1993                 | Super Nintendo Entertainment System | Electronic Arts / Visual Concepts                            | [ 236 ]                         |
| Blades of Vengeance                                                   | 1993                 | Sega Genesis/Mega Drive             | Beam Software                                                | :57                             |
| B.O.B.                                                                | 1993                 | Sega Genesis/Mega Drive             | Foley Hi-Tech Systems                                        | :58                             |
| B.O.B.                                                                | tháng 6 năm 1993     | Super Nintendo Entertainment System | Gray Matter Inc.                                             | [ 237 ]                         |
| Escape from Monster Manor                                             | 1993                 | 3DO                                 | Studio 3DO                                                   | [ 238 ]                         |
| F-117 Night Storm                                                     | 1993                 | Sega Genesis/Mega Drive             | Electronic Arts                                              | :95                             |
| Haunting Starring Polterguy                                           | 1993                 | Sega Genesis/Mega Drive             | Electronic Arts                                              | :112                            |
| James Pond 3: Operation Starfish                                      | 1993                 | Amiga                               | Millennium Interactive / Vectordean                          | [ 239 ]                         |
| James Pond 3: Operation Starfish                                      | 1993                 | Sega Genesis/Mega Drive             | Millennium Interactive / Vectordean                          | :119                            |
| Jungle Strike                                                         | 1993                 | Sega Genesis/Mega Drive             | High Score Productions / Granite Bay Software                | :125                            |
| Jungle Strike                                                         | 1993                 | Super Nintendo Entertainment System | High Score Productions / Granite Bay Software                | [ 240 ] [ 241 ]                 |
| Jungle Strike                                                         | 1994                 | Amiga                               | High Score Productions / Granite Bay Software                | [ 242 ]                         |
| Jungle Strike                                                         | 1995                 | DOS                                 | High Score Productions / Granite Bay Software                | [ 241 ]                         |
| Jungle Strike                                                         | 1995                 | Game Gear                           | High Score Productions / Granite Bay Software                | [ 241 ]                         |
| Michael Jordan in Flight                                              | 1993                 | DOS                                 | Electronic Arts                                              | [ 243 ] [ 244 ]                 |
| Mutant League Football                                                | 1993                 | Sega Genesis/Mega Drive             | Electronic Arts                                              | :148                            |
| NBA Showdown                                                          | 1993                 | Super Nintendo Entertainment System | Electronic Arts                                              | [ 245 ]                         |
| NBA Showdown                                                          | 21 tháng 6 năm 1994  | Sega Genesis/Mega Drive             | Electronic Arts                                              | [ 245 ]                         |
| NHL Hockey 94                                                         | 1993                 | DOS                                 | Park Place Productions                                       | [ 246 ]                         |
| NHL Hockey 94                                                         | 1993                 | Sega CD                             | High Score Productions                                       | [ 247 ]                         |
| NHL Hockey 94                                                         | tháng 10 năm 1993    | Sega Genesis/Mega Drive             | High Score Productions                                       | [ 248 ]                         |
| NHL Hockey 94                                                         | tháng 10 năm 1993    | Super Nintendo Entertainment System | EA Canada                                                    | [ 249 ]                         |
| Peter Pan: A Story Painting Adventure                                 | 1993                 | DOS                                 | Novotrade                                                    | [ 250 ]                         |
| SimCity 2000                                                          | 1993                 | Numerous platforms                  | Maxis                                                        | [ 251 ]                         |
| Space Hulk                                                            | 1993                 | Amiga                               | Electronic Arts                                              | [ 252 ]                         |
| Space Hulk                                                            | tháng 6 năm 1993     | DOS                                 |                                                              | [ 252 ]                         |
| Strike Commander                                                      | tháng 4 năm 1993     | DOS                                 | Origin Systems                                               | [ 253 ]                         |
| Syndicate: American Revolt                                            | 1993                 | Amiga                               | Bullfrog Productions                                         | [ 254 ]                         |
| Syndicate: American Revolt                                            | 1993                 | DOS                                 | Bullfrog Productions                                         | [ 254 ]                         |
| Syndicate: American Revolt                                            | 1993                 | Sega Genesis/Mega Drive             | Bullfrog Productions                                         | [ 254 ]                         |
| Technoclash                                                           | 1993                 | Sega Genesis/Mega Drive             | Zono                                                         | :216                            |
| Tony La Russa Baseball                                                | 1993                 | Sega Genesis/Mega Drive             | Beyond Software, Inc.                                        | :129                            |
| Virtual Pinball                                                       | 1993                 | Sega Genesis/Mega Drive             | Bill Budge                                                   | :235                            |
| Wing Commander: Privateer                                             | 9 tháng 10 năm 1993  | DOS                                 | Origin Systems                                               | [ 255 ]                         |
| Cyberia                                                               | 12 tháng 1 năm 1994  | DOS                                 | Xatrix Entertainment                                         | [ 256 ]                         |
| Cyberia                                                               | 1995                 | Sega Saturn                         | Xatrix Entertainment                                         | [ 256 ]                         |
| Cyberia                                                               | 26 tháng 1 năm 1996  | 3DO                                 | Xatrix Entertainment                                         | [ 256 ]                         |
| Cyberia                                                               | tháng 1 năm 1996     | PlayStation                         | Xatrix Entertainment                                         | [ 256 ]                         |
| Urban Strike                                                          | 4 tháng 3 năm 1994   | Sega Genesis/Mega Drive             | Granite Bay Software / The Edge / Foley Hi-Tech              | [ 257 ]                         |
| Ultima VIII: Pagan                                                    | 15 tháng 3 năm 1994  | DOS                                 | Origin Systems                                               | :348                            |
| John Madden Football                                                  | 6 tháng 5 năm 1994   | 3DO                                 | High Score Productions                                       | [ 258 ] [ 259 ] [ 260 ]         |
| Bill Walsh College Football '95                                       | 1 tháng 6 năm 1994   | Sega Genesis/Mega Drive             | High Score Productions                                       | [ 261 ]                         |
| Theme Park                                                            | tháng 6 năm 1994     | 3DO                                 | Bullfrog Productions                                         | [ 262 ]                         |
| Theme Park                                                            | tháng 6 năm 1994     | Amiga                               | Bullfrog Productions                                         | [ 262 ]                         |
| Theme Park                                                            | tháng 6 năm 1994     | DOS                                 | Bullfrog Productions                                         | [ 262 ]                         |
| Theme Park                                                            | 30 tháng 10 năm 1995 | PlayStation                         | Krisalis Software                                            | [ 262 ]                         |
| Theme Park                                                            | 30 tháng 10 năm 1995 | Sega Saturn                         | Krisalis Software                                            | [ 262 ]                         |
| Theme Park                                                            | 1995                 | Macintosh                           | Bullfrog Productions                                         | [ 262 ]                         |
| Theme Park                                                            | 1995                 | Sega Genesis/Mega Drive             | Bullfrog Productions                                         | [ 262 ]                         |
| Shockwave Assault (a.k.a. Shockwave)                                  | 27 tháng 6 năm 1994  | 3DO                                 | Advanced Technology Group                                    | [ 263 ]                         |
| Shockwave Assault (a.k.a. Shockwave)                                  | 15 tháng 12 năm 1995 | Macintosh                           | Advanced Technology Group                                    | [ 264 ]                         |
| Shockwave Assault (a.k.a. Shockwave)                                  | 15 tháng 12 năm 1995 | PlayStation                         | Advanced Technology Group                                    | [ 265 ]                         |
| Shockwave Assault (a.k.a. Shockwave)                                  | 15 tháng 12 năm 1995 | Windows                             | Advanced Technology Group                                    | [ 266 ]                         |
| Shockwave Assault (a.k.a. Shockwave)                                  | 26 tháng 8 năm 1996  | Sega Saturn                         | Advanced Technology Group                                    | [ 267 ]                         |
| Road Rash (CD version)                                                | tháng 7 năm 1994     | 3DO                                 | Monkey Do Productions                                        | [ 268 ]                         |
| Road Rash (CD version)                                                | tháng 3 năm 1995     | Sega CD                             | Monkey Do Productions                                        | [ 269 ]                         |
| Road Rash (CD version)                                                | tháng 2 năm 1996     | PlayStation                         | Buzz Puppet Productions                                      | [ 270 ]                         |
| Road Rash (CD version)                                                | tháng 8 năm 1996     | Sega Saturn                         | Buzz Puppet Productions                                      | [ 271 ]                         |
| Road Rash (CD version)                                                | 10 tháng 10 năm 1996 | Windows                             | Buzz Puppet Productions                                      | [ 272 ]                         |
| The Need for Speed                                                    | 31 tháng 8 năm 1994  | 3DO                                 | EA Canada                                                    | :204                            |
| The Need for Speed                                                    | 31 tháng 8 năm 1994  | DOS                                 | EA Canada                                                    | [ 273 ]                         |
| The Need for Speed                                                    | 20 tháng 3 năm 1996  | PlayStation                         | EA Canada                                                    | [ 274 ]                         |
| The Need for Speed                                                    | tháng 6 năm 1996     | Sega Saturn                         | EA Canada                                                    | [ 275 ]                         |
| The Need for Speed                                                    | 28 tháng 6 năm 1996  | Windows                             | EA Canada                                                    | [ 276 ]                         |
| Wing Commander: Armada                                                | 22 tháng 9 năm 1994  | DOS                                 | Origin Systems                                               | [ 277 ]                         |
| NBA Live 95                                                           | tháng 10 năm 1994    | Sega Genesis/Mega Drive             | Hitmen Productions                                           | [ 278 ]                         |
| NBA Live 95                                                           | 1994                 | Super Nintendo Entertainment System | Hitmen Productions                                           | [ 279 ]                         |
| NBA Live 95                                                           | 1995                 | DOS                                 | Hitmen Productions                                           | [ 280 ]                         |
| Relentless: Twinsen's Adventure                                       | tháng 10 năm 1994    | DOS                                 | Adeline Software International                               | [ 281 ] [ 282 ]                 |
| Relentless: Twinsen's Adventure                                       | 16 tháng 7 năm 1996  | PlayStation                         | Adeline Software International                               | [ 281 ] [ 282 ]                 |
| Shaq Fu                                                               | 28 tháng 10 năm 1994 | Sega Genesis/Mega Drive             | Delphine Software International                              | :189                            |
| Shaq Fu                                                               | 1994                 | Super Nintendo Entertainment System | Delphine Software International                              | [ 283 ] [ 284 ]                 |
| Shaq Fu                                                               | 1995                 | Game Gear                           | Tiertex Design Studios                                       | [ 283 ] [ 284 ]                 |
| FIFA Soccer 95                                                        | 10 tháng 11 năm 1994 | Sega Genesis/Mega Drive             | Extended Play Productions                                    | :97                             |
| Madden NFL '95                                                        | 18 tháng 11 năm 1994 | Sega Genesis/Mega Drive             | Visual Concepts                                              | :135                            |
| Madden NFL '95                                                        | tháng 11 năm 1994    | Super Nintendo Entertainment System | High Score Productions                                       | [ 285 ]                         |
| U.S. Navy Fighters                                                    | 19 tháng 11 năm 1994 | DOS                                 | Electronic Arts                                              | [ 286 ]                         |
| Michael Jordan: Chaos in the Windy City                               | 21 tháng 11 năm 1994 | Super Nintendo Entertainment System | Electronic Arts                                              | [ 287 ]                         |
| La Russa Baseball '95                                                 | 1994                 | Sega Genesis/Mega Drive             | Beyond Software, Inc.                                        | :129                            |
| Magic Carpet                                                          | 1994                 | DOS                                 | Bullfrog Productions                                         | [ 288 ]                         |
| Magic Carpet                                                          | 1996                 | PlayStation                         | Bullfrog Productions                                         | [ 289 ]                         |
| Magic Carpet                                                          | 1996                 | Sega Saturn                         | Bullfrog Productions                                         | [ 290 ]                         |
| Mario Andretti Racing                                                 | 1994                 | Sega Genesis/Mega Drive             | Stormfront Studios                                           | :137                            |
| Mutant League Hockey                                                  | 1994                 | Sega Genesis/Mega Drive             | Electronic Arts                                              | :148                            |
| The Complete Ultima VII                                               | 1994                 | DOS                                 | Origin Systems                                               | [ 291 ] [ 292 ]                 |
| NHL 95                                                                | 1994                 | DOS                                 | EA Sports                                                    | [ 282 ]                         |
| NHL 95                                                                | 1994                 | Game Gear                           | Realtime Associates                                          | [ 293 ]                         |
| NHL 95                                                                | 21 tháng 9 năm 1994  | Sega Genesis/Mega Drive             | High Score Productions                                       | :156                            |
| NHL 95                                                                | tháng 11 năm 1994    | Super Nintendo Entertainment System | Visual Concepts                                              | [ 293 ]                         |
| Noctropolis                                                           | 1994                 | DOS                                 | Flashpoint Productions                                       | [ 294 ]                         |
| Pacific Strike                                                        | 1994                 | DOS                                 | Origin Systems                                               | [ 295 ]                         |
| Pacific Strike Speech Pack                                            | 1994                 | DOS                                 | Origin Systems                                               | [ 296 ]                         |
| PGA European Tour                                                     | 1994                 | Amiga                               | Electronic Arts                                              | [ 297 ]                         |
| PGA European Tour                                                     | 1994                 | Amiga CD32                          | Electronic Arts                                              | [ 297 ]                         |
| PGA European Tour                                                     | 1994                 | Sega Genesis/Mega Drive             | Electronic Arts                                              | [ 297 ]                         |
| PGA European Tour                                                     | 1994                 | Windows                             | Electronic Arts                                              | [ 297 ]                         |
| PGA Tour Golf III                                                     | 1994                 | Sega Genesis/Mega Drive             | Hitmen Productions                                           | [ 298 ]                         |
| PGA Tour Golf 486                                                     | 1994                 | DOS                                 | Hitmen Productions                                           | [ 299 ]                         |
| Rugby World Cup '95                                                   | 1994                 | DOS                                 | Electronic Arts UK                                           | [ 300 ]                         |
| Rugby World Cup '95                                                   | 1994                 | Sega Genesis/Mega Drive             | Electronic Arts UK                                           | :184                            |
| ShadowCaster                                                          | 1994                 | DOS                                 | Raven Software                                               | [ 301 ]                         |
| Skitchin'                                                             | 1994                 | Sega Genesis/Mega Drive             | EA Canada                                                    | :193                            |
| Twin Calibre: 688 Attack Sub + Chuck Yeager's Air Combat              | 1994                 | DOS                                 | Electronic Arts                                              | [ 302 ]                         |
| Wings of Glory                                                        | 1994                 | DOS                                 | Origin Systems                                               | [ 303 ]                         |
| 3D Atlas                                                              | 17 tháng 2 năm 1995  | 3DO                                 | Electronic Arts                                              | [ 304 ]                         |
| Triple Play Baseball '96                                              | 18 tháng 3 năm 1995  | Sega Genesis/Mega Drive             | Extended Play                                                | [ 305 ]                         |
| BioForge                                                              | 29 tháng 3 năm 1995  | DOS                                 | Origin Systems                                               | [ 306 ]                         |
| Road Rash 3                                                           | tháng 4 năm 1995     | Sega Genesis/Mega Drive             | Monkey Do Productions                                        | [ 307 ]                         |
| Shockwave: Operation Jumpgate                                         | 19 tháng 5 năm 1995  | 3DO                                 | Advanced Technology Group                                    | [ 308 ]                         |
| CyberMage: Darklight Awakening                                        | 15 tháng 6 năm 1995  | DOS                                 | Origin Systems                                               | [ 309 ]                         |
| College Football USA 96                                               | 15 tháng 7 năm 1995  | Sega Genesis/Mega Drive             | High Score Productions                                       | [ 310 ]                         |
| Hi-Octane                                                             | tháng 8 năm 1995     | DOS                                 | Bullfrog Productions                                         | [ 311 ]                         |
| Hi-Octane                                                             | 29 tháng 12 năm 1995 | PlayStation                         | Bullfrog Productions                                         | [ 312 ]                         |
| Hi-Octane                                                             | tháng 12 năm 1995    | Sega Saturn                         | Bullfrog Productions                                         | [ 313 ]                         |
| Crusader: No Remorse                                                  | 31 tháng 8 năm 1995  | DOS                                 | Origin Systems / Realtime Associates                         | [ 314 ]                         |
| Crusader: No Remorse                                                  | 26 tháng 5 năm 1997  | PlayStation                         | Origin Systems / Realtime Associates                         | [ 315 ] [ 316 ]                 |
| Crusader: No Remorse                                                  | 26 tháng 5 năm 1997  | Sega Saturn                         | Origin Systems / Realtime Associates                         | [ 315 ] [ 316 ]                 |
| Alone in the Dark 2                                                   | 8 tháng 9 năm 1995   | 3DO                                 | Krisalis                                                     | [ 317 ]                         |
| Alone in the Dark 2                                                   | 23 tháng 2 năm 1996  | Sega Saturn                         | Krisalis                                                     | [ 317 ]                         |
| Alone in the Dark 2                                                   | 8 tháng 11 năm 1996  | PlayStation                         | Krisalis                                                     | [ 317 ]                         |
| Immercenary                                                           | 22 tháng 9 năm 1995  | 3DO                                 | 5 Miles Out                                                  | [ 318 ]                         |
| FIFA Soccer 96                                                        | 30 tháng 9 năm 1995  | DOS                                 | Extended Play Productions                                    | [ 319 ]                         |
| FIFA Soccer 96                                                        | 30 tháng 9 năm 1995  | Windows                             | Extended Play Productions                                    | [ 320 ]                         |
| FIFA Soccer 96                                                        | tháng 11 năm 1995    | PlayStation                         | Extended Play Productions                                    | [ 321 ]                         |
| FIFA Soccer 96                                                        | tháng 11 năm 1995    | Sega 32X                            | Extended Play Productions                                    | [ 322 ]                         |
| FIFA Soccer 96                                                        | tháng 11 năm 1995    | Sega Genesis/Mega Drive             | Extended Play Productions                                    | :97                             |
| FIFA Soccer 96                                                        | tháng 11 năm 1995    | Sega Saturn                         | Extended Play Productions                                    | [ 322 ]                         |
| FIFA Soccer 96                                                        | tháng 11 năm 1995    | Super Nintendo Entertainment System | Probe Entertainment                                          | [ 323 ]                         |
| NHL 96                                                                | 6 tháng 10 năm 1995  | DOS                                 | EA Canada                                                    | [ 324 ]                         |
| NHL 96                                                                | 6 tháng 10 năm 1995  | Sega Genesis/Mega Drive             | High Score Productions                                       | :156                            |
| NHL 96                                                                | 6 tháng 10 năm 1995  | Super Nintendo Entertainment System | EA Tiburon                                                   | [ 325 ]                         |
| NBA Live 96                                                           | tháng 10 năm 1995    | Sega Genesis/Mega Drive             | Hitmen Productions                                           | :151                            |
| NBA Live 96                                                           | 1995                 | Super Nintendo Entertainment System | Hitmen Productions                                           | [ 326 ]                         |
| NBA Live 96                                                           | 31 tháng 12 năm 1995 | DOS                                 | EA Canada                                                    | [ 327 ]                         |
| NBA Live 96                                                           | tháng 3 năm 1996     | PlayStation                         | EA Canada                                                    | [ 328 ]                         |
| Madden NFL '96                                                        | 10 tháng 11 năm 1995 | Sega Genesis/Mega Drive             | Tiburon Entertainment / High Score Productions               | :135                            |
| Madden NFL '96                                                        | 1995                 | Super Nintendo Entertainment System | Tiburon Entertainment / High Score Productions               | [ 329 ]                         |
| Viewpoint                                                             | 28 tháng 11 năm 1995 | PlayStation                         | Visual Concepts                                              | [ 330 ]                         |
| Psychic Detective                                                     | 30 tháng 11 năm 1995 | DOS                                 | Colossal Pictures / Electronic Arts                          | [ 331 ]                         |
| Psychic Detective                                                     | 1 tháng 3 năm 1996   | PlayStation                         | Colossal Pictures / Electronic Arts                          | [ 332 ]                         |
| Psychic Detective                                                     | 1996                 | 3DO                                 | Colossal Pictures / Electronic Arts                          | [ 333 ]                         |
| The Essential Selection: Sport                                        | 1 tháng 12 năm 1995  | DOS                                 | MicroProse Software, Inc.                                    | [ 334 ]                         |
| ARL 96                                                                | 1995                 | DOS                                 | Creative Assembly                                            | [ 335 ]                         |
| ARL 96                                                                | 1995                 | Windows                             | Creative Assembly                                            | [ 335 ]                         |
| Australian Rugby League                                               | 1995                 | Sega Genesis/Mega Drive             | I-Space Interactive                                          | [ 336 ]                         |
| Bloodwings: Pumpkinhead's Revenge                                     | 1995                 | DOS                                 | BAP Interactive                                              | [ 337 ]                         |
| Extreme Pinball                                                       | 1995                 | DOS                                 | Epic MegaGames / Digital Extremes / High Score Entertainment | [ 338 ]                         |
| Extreme Pinball                                                       | 28 tháng 3 năm 1996  | PlayStation                         | Epic MegaGames / Digital Extremes / High Score Entertainment | [ 339 ]                         |
| Fade to Black                                                         | 1995                 | DOS                                 | Delphine Software International                              | [ 340 ] [ 341 ]                 |
| Fade to Black                                                         | 28 tháng 6 năm 1996  | PlayStation                         | Delphine Software International                              | [ 340 ] [ 341 ]                 |
| Foes of Ali                                                           | 1995                 | 3DO                                 | Gray Matter Inc.                                             | [ 342 ]                         |
| Magic Carpet 2: The Netherworlds                                      | 1995                 | DOS                                 | Bullfrog Productions                                         | [ 343 ]                         |
| Magic Carpet: Hidden Worlds                                           | 1995                 | DOS                                 | Bullfrog Productions                                         | [ 344 ]                         |
| Magic Carpet Plus                                                     | 1995                 | DOS                                 | Bullfrog Productions                                         | [ 344 ]                         |
| Marine Fighters                                                       | 1995                 | DOS                                 | Electronic Arts                                              | [ 345 ]                         |
| PGA Tour 96                                                           | 1995                 | Sega Genesis/Mega Drive             | NuFX                                                         | [ 346 ]                         |
| PGA Tour 96                                                           | tháng 9 năm 1995     | PlayStation                         | Hitmen Productions                                           | [ 347 ]                         |
| PGA Tour 96                                                           | tháng 11 năm 1995    | 3DO Interactive Multiplayer         | NuFX                                                         | [ 348 ]                         |
| PGA Tour 96                                                           | 1996                 | Super Nintendo Entertainment System | Polygames                                                    | [ 349 ]                         |
| Shockwave 2: Beyond the Gate                                          | 1995                 | 3DO                                 | Advanced Technology Group                                    | [ 350 ]                         |
| Space Hulk: Vengeance of the Blood Angels                             | 1995                 | 3DO                                 | Key Game                                                     | [ 351 ]                         |
| Space Hulk: Vengeance of the Blood Angels                             | 7 tháng 1 năm 1996   | PlayStation                         | Key Game                                                     | [ 352 ]                         |
| Space Hulk: Vengeance of the Blood Angels                             | 1996                 | Sega Saturn                         | Key Game                                                     | [ 353 ]                         |
| Space Hulk: Vengeance of the Blood Angels                             | 1996                 | Windows                             | Key Game                                                     | [ 354 ]                         |
| Toughman Contest                                                      | 1995                 | Sega 32X                            | High Score Productions / Visual Concepts                     | [ 355 ]                         |
| Toughman Contest                                                      | 1995                 | Sega Genesis/Mega Drive             | High Score Productions / Visual Concepts                     | :226                            |
| Coach K College Basketball                                            | 1995                 | Sega Genesis/Mega Drive             | Electronic Arts                                              | :72                             |
| Loaded                                                                | 15 tháng 3 năm 1996  | PlayStation                         | Gremlin Interactive                                          | [ 356 ]                         |
| Loaded                                                                | 15 tháng 3 năm 1996  | Sega Saturn                         | Gremlin Interactive                                          | [ 356 ]                         |
| AFL Final Fever                                                       | 9 tháng 6 năm 1996   | Windows                             | Blue Tongue Entertainment                                    | [ 357 ]                         |
| Triple Play 97                                                        | 24 tháng 6 năm 1996  | DOS                                 | EA Canada                                                    | [ 358 ]                         |
| Triple Play 97                                                        | 24 tháng 6 năm 1996  | PlayStation                         | EA Canada                                                    | [ 358 ]                         |
| Triple Play 97                                                        | 24 tháng 6 năm 1996  | Windows                             | EA Canada                                                    | [ 358 ]                         |
| Madden NFL 97                                                         | 15 tháng 8 năm 1996  | PlayStation                         | EA Tiburon                                                   | [ 359 ]                         |
| Madden NFL 97                                                         | 31 tháng 8 năm 1996  | Windows                             | EA Tiburon                                                   | [ 360 ]                         |
| Madden NFL 97                                                         | 24 tháng 9 năm 1996  | Sega Saturn                         | EA Tiburon                                                   | [ 361 ]                         |
| Madden NFL 97                                                         | tháng 10 năm 1996    | Sega Genesis/Mega Drive             | EA Tiburon                                                   | :136                            |
| Madden NFL 97                                                         | tháng 10 năm 1996    | Super Nintendo Entertainment System | EA Tiburon                                                   | [ 362 ]                         |
| NHL 97                                                                | 31 tháng 8 năm 1996  | DOS                                 | EA Canada                                                    | [ 363 ]                         |
| NHL 97                                                                | 31 tháng 8 năm 1996  | Windows                             | EA Canada                                                    | [ 363 ]                         |
| NHL 97                                                                | 1996                 | Sega Genesis/Mega Drive             | High Score Productions                                       | :156                            |
| NHL 97                                                                | tháng 10 năm 1996    | Super Nintendo Entertainment System | Ceris Software                                               | [ 364 ]                         |
| NHL 97                                                                | 12 tháng 11 năm 1996 | PlayStation                         | Visual Concepts                                              | [ 365 ]                         |
| NHL 97                                                                | 4 tháng 12 năm 1996  | Sega Saturn                         | Visual Concepts                                              | [ 366 ]                         |
| Crusader: No Regret                                                   | 6 tháng 9 năm 1996   | DOS                                 | Origin Systems                                               | [ 367 ] [ 368 ]                 |
| Crusader: No Regret                                                   | 6 tháng 9 năm 1996   | Macintosh                           | Origin Systems                                               | [ 369 ]                         |
| Crusader: No Regret                                                   | 6 tháng 9 năm 1996   | Windows                             | Origin Systems                                               | [ 369 ]                         |
| The Lost Files of Sherlock Holmes: The Case of the Rose Tattoo        | 27 tháng 9 năm 1996  | DOS                                 | Mythos Software                                              | [ 370 ] [ 371 ]                 |
| Genewars                                                              | 30 tháng 10 năm 1996 | DOS                                 | Bullfrog Productions                                         | [ 372 ]                         |
| Genewars                                                              | 30 tháng 10 năm 1996 | Windows                             | Bullfrog Productions                                         | [ 372 ]                         |
| PGA Tour 97                                                           | 30 tháng 9 năm 1996  | PlayStation                         | EA Sports                                                    | [ 373 ]                         |
| PGA Tour 97                                                           | 30 tháng 11 năm 1996 | Sega Saturn                         | EA Sports                                                    | [ 374 ]                         |
| Krazy Ivan                                                            | 4 tháng 10 năm 1996  | PlayStation                         | Psygnosis                                                    | [ 375 ]                         |
| FIFA 97                                                               | 31 tháng 10 năm 1996 | DOS                                 | EA Canada / Extended Play Productions                        | [ 376 ]                         |
| FIFA 97                                                               | 31 tháng 10 năm 1996 | Windows                             | EA Canada / Extended Play Productions                        | [ 376 ]                         |
| FIFA 97                                                               | 30 tháng 11 năm 1996 | PlayStation                         | EA Canada / Extended Play Productions                        | [ 377 ]                         |
| FIFA 97                                                               | 1996                 | Sega Genesis/Mega Drive             | XYZ Productions                                              | :98                             |
| FIFA 97                                                               | 1996                 | Super Nintendo Entertainment System | Rage Software                                                | [ 378 ]                         |
| FIFA 97                                                               | 1997                 | Sega Saturn                         | Perfect Entertainment                                        | [ 379 ]                         |
| NBA Live 97                                                           | 31 tháng 10 năm 1996 | PlayStation                         | EA Canada                                                    | [ 380 ]                         |
| NBA Live 97                                                           | tháng 12 năm 1996    | Sega Genesis/Mega Drive             | NuFX/Hitmen Productions                                      | :151                            |
| NBA Live 97                                                           | 31 tháng 12 năm 1996 | DOS                                 | EA Sports                                                    | [ 380 ]                         |
| NBA Live 97                                                           | 1996                 | Super Nintendo Entertainment System | NuFX/Hitmen Productions                                      | [ 381 ]                         |
| NBA Live 97                                                           | 31 tháng 12 năm 1996 | Windows                             | EA Canada                                                    | [ 380 ]                         |
| NBA Live 97                                                           | 1997                 | Sega Saturn                         | Realtime Associates                                          | [ 382 ]                         |
| Soviet Strike                                                         | 31 tháng 10 năm 1996 | PlayStation                         | Electronic Arts                                              | [ 383 ]                         |
| Soviet Strike                                                         | 1 tháng 11 năm 1996  | Sega Saturn                         | Electronic Arts                                              | [ 384 ]                         |
| Syndicate Wars                                                        | 31 tháng 10 năm 1996 | DOS                                 | Electronic Arts                                              | [ 385 ]                         |
| Syndicate Wars                                                        | 31 tháng 7 năm 1997  | PlayStation                         | Electronic Arts                                              | [ 386 ]                         |
| Die Hard Trilogy                                                      | 13 tháng 12 năm 1996 | PlayStation                         | Probe Entertainment                                          | [ 387 ]                         |
| Andretti Racing                                                       | 1996                 | PlayStation                         | High Score Productions / Stormfront Studios                  | [ 388 ]                         |
| Andretti Racing                                                       | 1996                 | Sega Saturn                         | High Score Productions / Stormfront Studios                  | [ 388 ]                         |
| Andretti Racing                                                       | 1997                 | Windows                             | High Score Productions / Stormfront Studios                  | [ 388 ]                         |
| Clandestiny                                                           | 1996                 | Windows                             | Trilobyte                                                    | [ 389 ] [ 390 ]                 |
| Cricket 96                                                            | 1996                 | DOS                                 | Beam Software                                                | [ 391 ]                         |
| Fire Fight                                                            | 1996                 | Windows                             | Chaos Works                                                  | [ 392 ]                         |
| Jane's Combat Simulations: Advanced Tactical Fighters                 | 1996                 | DOS                                 | Electronic Arts                                              | [ 393 ]                         |
| Jane's Combat Simulations: Advanced Tactical Fighters                 | 1997                 | Windows                             | Electronic Arts                                              | [ 393 ]                         |
| Jane's Combat Simulations: Advanced Tactical Fighters – Nato Fighters | 1996                 | DOS                                 | Electronic Arts                                              | [ 394 ]                         |
| Jane's Combat Simulations: Advanced Tactical Fighters – Nato Fighters | 1997                 | Windows                             | Electronic Arts                                              | [ 394 ]                         |
| Jane's Combat Simulations: AH-64D Longbow                             | 1996                 | DOS                                 | Origin Systems                                               | [ 395 ]                         |
| Jane's Combat Simulations: AH-64D Longbow                             | 1997                 | Windows                             | Origin Systems                                               | [ 395 ]                         |
| Jane's Combat Simulations: AH-64D Longbow: Flash Point Korea          | 1996                 | DOS                                 | Origin Systems                                               | [ 396 ]                         |
| Jane's Combat Simulations: AH-64D Longbow: Flash Point Korea          | 1997                 | Windows                             | Origin Systems                                               | [ 396 ]                         |
| Jane's Combat Simulations: AH-64D Longbow Limited Edition             | 1996                 | DOS                                 | Origin Systems                                               | [ 397 ]                         |
| Jane's Combat Simulations: AH-64D Longbow Limited Edition             | 1997                 | Windows                             | Origin Systems                                               | [ 397 ]                         |
| Need for Speed: Special Edition, The                                  | 1996                 | DOS                                 | EA Canada                                                    | [ 398 ]                         |
| Need for Speed: Special Edition, The                                  | 1996                 | Windows                             | EA Canada                                                    | [ 398 ]                         |
| Sesame Street: Get Set to Learn                                       | 1996                 | Windows                             | Creative Wonders / Children's Television Workshop            | [ 399 ]                         |
| Wing Commander IV: The Price of Freedom                               | 2 tháng 12 năm 1996  | DOS                                 | Origin Systems                                               | [ 400 ] [ 401 ]                 |
| Wing Commander IV: The Price of Freedom                               | 2 tháng 12 năm 1996  | Macintosh                           |                                                              | [ 400 ] [ 401 ]                 |
| Wing Commander IV: The Price of Freedom                               | 2 tháng 12 năm 1996  | Windows                             |                                                              | [ 400 ] [ 401 ]                 |
| Wing Commander IV: The Price of Freedom                               | 14 tháng 5 năm 1997  | PlayStation                         |                                                              | [ 400 ] [ 401 ]                 |
| Wing Commander: Privateer 2: The Darkening                            | 30 tháng 11 năm 1996 | DOS                                 | Origin Systems                                               | [ 402 ] [ 403 ]                 |
| FIFA 64                                                               | 1 tháng 3 năm 1997   | Nintendo 64                         | EA Canada                                                    | [ 404 ] [ 405 ]                 |
| KKnD: Krush, Kill 'n' Destroy                                         | 5 tháng 3 năm 1997   | DOS                                 | Beam Software                                                | [ 406 ]                         |
| Ultima Underworld: The Stygian Abyss                                  | 14 tháng 3 năm 1997  | PlayStation                         | Blue Sky Productions / Origin Systems                        | [ 221 ] [ 407 ]                 |
| Darklight Conflict                                                    | 28 tháng 3 năm 1997  | DOS                                 | Rage Software                                                | [ 408 ]                         |
| Darklight Conflict                                                    | 28 tháng 3 năm 1997  | Windows                             | Rage Software                                                | [ 408 ]                         |
| Darklight Conflict                                                    | 30 tháng 6 năm 1997  | PlayStation                         | Rage Software                                                | [ 409 ]                         |
| Darklight Conflict                                                    | 1997                 | Sega Saturn                         | Rage Software                                                | [ 410 ]                         |
| Theme Hospital                                                        | 28 tháng 3 năm 1997  | DOS                                 | Bullfrog Productions                                         | [ 411 ]                         |
| Theme Hospital                                                        | 28 tháng 3 năm 1997  | Windows                             | Bullfrog Productions                                         | [ 411 ]                         |
| Theme Hospital                                                        | tháng 2 năm 1998     | PlayStation                         | Krisalis Software                                            | [ 412 ]                         |
| Need for Speed II                                                     | 31 tháng 3 năm 1997  | PlayStation                         | EA Canada                                                    | [ 413 ]                         |
| Need for Speed II                                                     | 18 tháng 4 năm 1997  | Windows                             | EA Seattle                                                   | [ 413 ]                         |
| Triple Play 98                                                        | 14 tháng 5 năm 1997  | PlayStation                         | EA Canada                                                    | [ 414 ] [ 415 ] [ 416 ] [ 417 ] |
| Triple Play 98                                                        | 14 tháng 5 năm 1997  | Windows                             | EA Canada                                                    | [ 414 ] [ 415 ] [ 416 ] [ 417 ] |
| OverBlood                                                             | 22 tháng 5 năm 1997  | PlayStation                         | Riverhillsoft                                                | [ 418 ] [ 419 ]                 |
| College Football USA 97                                               | 1 tháng 6 năm 1997   | Sega Genesis/Mega Drive             | High Score Productions                                       | [ 420 ]                         |
| FIFA: Road to World Cup 98                                            | 17 tháng 6 năm 1997  | Windows                             | EA Canada / Extended Play Productions                        | [ 421 ]                         |
| FIFA: Road to World Cup 98                                            | 7 tháng 11 năm 1997  | PlayStation                         | EA Canada                                                    | [ 421 ]                         |
| FIFA: Road to World Cup 98                                            | 30 tháng 11 năm 1997 | Nintendo 64                         | EA Canada                                                    | [ 421 ]                         |
| FIFA: Road to World Cup 98                                            | 17 tháng 12 năm 1997 | Sega Saturn                         | Climax Development                                           | [ 421 ]                         |
| FIFA: Road to World Cup 98                                            | 1997                 | Sega Genesis/Mega Drive             | XYZ Productions                                              | [ 421 ]                         |
| FIFA: Road to World Cup 98                                            | 1997                 | Super Nintendo Entertainment System | XYZ Productions                                              | [ 421 ]                         |
| NBA Live 98                                                           | 17 tháng 6 năm 1997  | Super Nintendo Entertainment System | Tiertex Design Studios                                       | [ 422 ]                         |
| NBA Live 98                                                           | 1 tháng 7 năm 1997   | Sega Genesis/Mega Drive             | Tiertex Design Studios                                       | :151                            |
| NBA Live 98                                                           | 31 tháng 10 năm 1997 | Windows                             | EA Canada                                                    | [ 422 ]                         |
| NBA Live 98                                                           | 30 tháng 11 năm 1997 | PlayStation                         | EA Canada                                                    | [ 422 ]                         |
| NBA Live 98                                                           | 17 tháng 12 năm 1997 | Sega Saturn                         | Realtime Associates                                          | [ 422 ]                         |
| Dungeon Keeper                                                        | 26 tháng 6 năm 1997  | DOS                                 | Bullfrog Productions                                         | [ 423 ]                         |
| Dungeon Keeper                                                        | 26 tháng 6 năm 1997  | Windows                             | Bullfrog Productions                                         | [ 423 ]                         |
| Jane's Combat Simulations – 688(I) Hunter/Killer                      | 30 tháng 6 năm 1997  | Windows                             | Sonalysts, Inc.                                              | [ 424 ]                         |
| Madden NFL 98                                                         | 31 tháng 7 năm 1997  | PlayStation                         | Tiburon Entertainment                                        | :139                            |
| Madden NFL 98                                                         | 1997                 | Sega Genesis/Mega Drive             | Tiburon Entertainment                                        | :139                            |
| Madden NFL 98                                                         | 26 tháng 8 năm 1997  | Sega Saturn                         | Tiburon Entertainment                                        | :139                            |
| Madden NFL 98                                                         | 31 tháng 10 năm 1997 | Windows                             | Tiburon Entertainment                                        | :139                            |
| Madden NFL 98                                                         | tháng 11 năm 1997    | Super Nintendo Entertainment System | Tiburon Entertainment                                        | :139                            |
| NCAA Football 98                                                      | 31 tháng 7 năm 1997  | PlayStation                         | EA Tiburon                                                   | [ 425 ]                         |
| NCAA Football 98                                                      | 30 tháng 9 năm 1997  | Windows                             | EA Tiburon                                                   | [ 425 ]                         |
| Ultima Online                                                         | 24 tháng 9 năm 1997  | Windows                             | Origin Systems                                               | :353                            |
| Test Drive 4                                                          | 30 tháng 9 năm 1997  | PlayStation                         | Pitbull Syndicate (Japan only)                               | [ 426 ] [ 427 ]                 |
| Sid Meier's Gettysburg!                                               | 14 tháng 10 năm 1997 | Windows                             | Firaxis Games                                                | [ 428 ]                         |
| The Lost World: Jurassic Park                                         | 27 tháng 8 năm 1997  | PlayStation                         | DreamWorks Interactive                                       | [ 429 ] [ 430 ]                 |
| Nuclear Strike                                                        | 31 tháng 8 năm 1997  | PlayStation                         | Electronic Arts                                              | [ 431 ]                         |
| Nuclear Strike                                                        | 29 tháng 9 năm 1997  | Windows                             | Electronic Arts                                              | [ 432 ]                         |
| Moto Racer                                                            | 3 tháng 9 năm 1997   | Windows                             | SK Software International                                    | [ 433 ]                         |
| Moto Racer                                                            | 30 tháng 11 năm 1997 | PlayStation                         | SK Software International                                    | [ 434 ]                         |
| PGA Tour 98                                                           | 27 tháng 9 năm 1997  | PlayStation                         | NuFX                                                         | [ 435 ]                         |
| Galapagos                                                             | 15 tháng 10 năm 1997 | Macintosh                           | Anark Game Studios                                           | [ 436 ]                         |
| Galapagos                                                             | 15 tháng 10 năm 1997 | Windows                             | Anark Game Studios                                           | [ 436 ]                         |
| Need for Speed II: Special Edition                                    | 29 tháng 10 năm 1997 | Windows                             | EA Seattle                                                   | [ 437 ]                         |
| KKnD: Krush Kill 'n' Destroy Xtreme                                   | 30 tháng 10 năm 1997 | Windows                             | Beam Software                                                | [ 438 ]                         |
| Madden Football 64                                                    | 31 tháng 10 năm 1997 | Nintendo 64                         | EA Tiburon                                                   | :139                            |
| NASCAR 98                                                             | tháng 11 năm 1997    | PlayStation                         | Stormfront Studios                                           | [ 439 ]                         |
| NASCAR 98                                                             | 13 tháng 11 năm 1997 | Sega Saturn                         | Stormfront Studios                                           | [ 440 ]                         |
| V-Rally                                                               | 4 tháng 11 năm 1997  | PlayStation                         | Infogrames Multimedia (North America only)                   | [ 441 ] [ 442 ]                 |
| Dungeon Keeper: The Deeper Dungeons                                   | 26 tháng 11 năm 1997 | Windows                             | Bullfrog Productions                                         | [ 443 ]                         |
| Wing Commander: Prophecy                                              | 11 tháng 12 năm 1997 | Windows                             | Origin Systems                                               | [ 444 ]                         |
| AFL 98                                                                | 1997                 | Windows                             | Electronic Arts                                              | [ 357 ]                         |
| Beasts and Bumpkins                                                   | 1997                 | Windows                             | Worldweaver Ltd                                              | [ 445 ]                         |
| Cricket 97                                                            | 1997                 | DOS                                 | Beam Software                                                | [ 446 ]                         |
| Cricket 97                                                            | 1997                 | Windows                             | Beam Software                                                | [ 446 ]                         |
| FIFA Soccer Manager                                                   | 1997                 | Windows                             | EA UK                                                        | [ 447 ]                         |
| Jane's Combat Simulations: Fighters Anthology                         | 1997                 | Windows                             | Electronic Arts                                              | [ 448 ]                         |
| Jane's Combat Simulations: Longbow 2                                  | 1997                 | Windows                             | Origin Systems                                               | [ 449 ]                         |
| Jane's Combat Simulations: Longbow Gold                               | 1997                 | DOS                                 | Origin Systems                                               | [ 450 ]                         |
| Jane's Combat Simulations: Longbow Gold                               | 1997                 | Windows                             | Origin Systems                                               | [ 450 ]                         |
| Jane's Combat Simulations: U.S. Navy Fighters '97                     | 1997                 | Windows                             | Electronic Arts                                              | [ 451 ]                         |
| NHL 98                                                                | 1997                 | Sega Genesis/Mega Drive             | EA Canada                                                    | :156                            |
| NHL 98                                                                | 31 tháng 8 năm 1997  | PlayStation                         | EA Canada                                                    | [ 452 ]                         |
| NHL 98                                                                | 30 tháng 9 năm 1997  | Windows                             | EA Canada                                                    | [ 453 ]                         |
| NHL 98                                                                | tháng 12 năm 1997    | Super Nintendo Entertainment System | EA Canada                                                    | [ 454 ]                         |
| NHL 98                                                                | 14 tháng 1 năm 1998  | Sega Saturn                         | EA Canada                                                    | [ 455 ]                         |
| Pax Corpus                                                            | 1997                 | PlayStation                         | Cryo Interactive Entertainment                               | [ 456 ]                         |
| PGA Tour Pro                                                          | 1997                 | Windows                             | EA Sports                                                    | [ 457 ] [ 458 ]                 |
| SCARAB                                                                | 1997                 | Windows                             | Electronic Arts                                              | [ 459 ]                         |
| Auto Destruct                                                         | tháng 1 năm 1998     | PlayStation                         | Neurostone                                                   | [ 460 ]                         |
| Skullmonkeys                                                          | 31 tháng 1 năm 1998  | PlayStation                         | The Neverhood, Inc. / DreamWorks Interactive                 | [ 461 ] [ 462 ]                 |
| Ultima Collection                                                     | 17 tháng 2 năm 1998  | DOS                                 | Origin Systems                                               | [ 463 ]                         |
| Ultima Collection                                                     | 17 tháng 2 năm 1998  | Windows                             | Origin Systems                                               | [ 463 ]                         |
| ReBoot                                                                | 28 tháng 2 năm 1998  | PlayStation                         | EA Canada                                                    | [ 464 ]                         |
| Diablo                                                                | tháng 3 năm 1998     | PlayStation                         | Blizzard North                                               | [ 465 ]                         |
| SimSafari                                                             | 19 tháng 3 năm 1998  | Windows                             | Maxis                                                        | [ 466 ]                         |
| Jane's Combat Simulations: F-15                                       | 25 tháng 3 năm 1998  | Windows                             | EA Baltimore                                                 | [ 467 ]                         |
| Need for Speed III: Hot Pursuit                                       | 25 tháng 3 năm 1998  | PlayStation                         | EA Canada                                                    | [ 468 ]                         |
| Need for Speed III: Hot Pursuit                                       | 23 tháng 9 năm 1998  | Windows                             | EA Seattle                                                   | [ 469 ]                         |
| Triple Play 99                                                        | 26 tháng 3 năm 1998  | PlayStation                         | EA Canada                                                    | [ 470 ] [ 471 ]                 |
| Triple Play 99                                                        | 26 tháng 3 năm 1998  | Windows                             | EA Canada                                                    | [ 470 ] [ 471 ]                 |
| Warhammer: Dark Omen                                                  | 31 tháng 3 năm 1998  | Windows                             | Mindscape / Games Workshop                                   | [ 472 ]                         |
| Warhammer: Dark Omen                                                  | 7 tháng 4 năm 1998   | PlayStation                         | Mindscape / Games Workshop                                   | [ 472 ]                         |
| World Cup 98                                                          | 31 tháng 3 năm 1998  | PlayStation                         | EA Canada                                                    | [ 473 ]                         |
| World Cup 98                                                          | 30 tháng 4 năm 1998  | Windows                             | EA Canada                                                    | [ 473 ]                         |
| World Cup 98                                                          | 18 tháng 5 năm 1998  | Nintendo 64                         | EA Canada                                                    | [ 473 ]                         |
| Dungeon Keeper Gold                                                   | 27 tháng 4 năm 1998  | Windows                             | Bullfrog Productions                                         | [ 474 ]                         |
| Road Rash 3D                                                          | 31 tháng 5 năm 1998  | PlayStation                         | Electronic Arts                                              | [ 475 ]                         |
| WarGames                                                              | 30 tháng 6 năm 1998  | PlayStation                         | Interactive Studios                                          | [ 476 ]                         |
| WarGames                                                              | 31 tháng 7 năm 1998  | Windows                             | Interactive Studios                                          | [ 476 ]                         |
| Moto Racer 2                                                          | 21 tháng 7 năm 1998  | PlayStation                         | Delphine Software International                              | [ 477 ]                         |
| Moto Racer 2                                                          | 24 tháng 11 năm 1998 | Windows                             | Delphine Software International                              | [ 478 ]                         |
| Madden NFL 99                                                         | 31 tháng 7 năm 1998  | PlayStation                         | EA Tiburon                                                   | :139                            |
| Madden NFL 99                                                         | tháng 9 năm 1998     | Nintendo 64                         | EA Tiburon                                                   | :139                            |
| Madden NFL 99                                                         | 30 tháng 9 năm 1998  | Windows                             | EA Tiburon                                                   | :139                            |
| NCAA Football 99                                                      | 1 tháng 8 năm 1998   | PlayStation                         | EA Sports                                                    | [ 479 ]                         |
| NCAA Football 99                                                      | 31 tháng 8 năm 1998  | Windows                             | EA Sports                                                    | [ 479 ]                         |
| Future Cop: LAPD                                                      | 31 tháng 8 năm 1998  | PlayStation                         | EA Redwood Shores                                            | [ 480 ]                         |
| Future Cop: LAPD                                                      | 25 tháng 11 năm 1998 | Macintosh                           | EA Redwood Shores                                            | [ 480 ]                         |
| Future Cop: LAPD                                                      | 25 tháng 11 năm 1998 | Windows                             | EA Redwood Shores                                            | [ 480 ]                         |
| Tiger Woods 99 PGA Tour Golf                                          | 31 tháng 8 năm 1998  | Windows                             | Adrenalin Entertainment                                      | [ 481 ]                         |
| Tiger Woods 99 PGA Tour Golf                                          | 31 tháng 10 năm 1998 | PlayStation                         | Adrenalin Entertainment                                      | [ 482 ]                         |
| NASCAR 99                                                             | 11 tháng 9 năm 1998  | Nintendo 64                         | EA Sports / Stormfront Studios                               | [ 483 ]                         |
| NASCAR 99                                                             | 28 tháng 9 năm 1998  | PlayStation                         | EA Sports / Stormfront Studios                               | [ 483 ]                         |
| NHL 99                                                                | 30 tháng 9 năm 1998  | PlayStation                         | EA Canada                                                    | [ 484 ]                         |
| NHL 99                                                                | 30 tháng 9 năm 1998  | Windows                             | EA Canada                                                    | [ 485 ]                         |
| NHL 99                                                                | 1 tháng 10 năm 1998  | Nintendo 64                         | EA Canada                                                    | [ 486 ]                         |
| Small Soldiers                                                        | 30 tháng 9 năm 1998  | PlayStation                         | DreamWorks Interactive                                       | [ 487 ]                         |
| Test Drive 5                                                          | 30 tháng 9 năm 1998  | PlayStation                         | Pitbull Syndicate (Japan only)                               | [ 488 ] [ 489 ] [ 490 ]         |
| CyberTiger                                                            | 30 tháng 9 năm 1999  | PlayStation                         | EA Redwood Shores                                            | [ 491 ]                         |
| Xena: Warrior Princess                                                | 7 tháng 10 năm 1999  | PlayStation                         | Universal Studios Digital Arts                               | [ 492 ]                         |
| Jurassic Park: Trespasser                                             | 28 tháng 10 năm 1998 | Windows                             | DreamWorks Interactive                                       | [ 493 ]                         |
| The F.A. Premier League Football Manager 2000                         | 29 tháng 10 năm 1999 | Windows                             | EA UK                                                        | [ 494 ]                         |
| FIFA 99                                                               | 31 tháng 10 năm 1998 | Windows                             | EA Canada                                                    | [ 495 ]                         |
| FIFA 99                                                               | 30 tháng 11 năm 1998 | Nintendo 64                         | EA Canada                                                    | [ 495 ]                         |
| FIFA 99                                                               | 30 tháng 11 năm 1998 | PlayStation                         | EA Canada                                                    | [ 495 ]                         |
| NBA Live 99                                                           | 31 tháng 10 năm 1998 | PlayStation                         | EA Canada                                                    | [ 496 ]                         |
| NBA Live 99                                                           | 31 tháng 10 năm 1998 | Windows                             | EA Canada                                                    | [ 496 ]                         |
| NBA Live 99                                                           | 4 tháng 11 năm 1998  | Nintendo 64                         | NuFX                                                         | [ 496 ]                         |
| Theme Park World                                                      | 3 tháng 11 năm 1999  | Windows                             | Bullfrog Productions / Climax Development                    | [ 497 ]                         |
| Populous: The Beginning                                               | 17 tháng 11 năm 1998 | Windows                             | Bullfrog Productions                                         | [ 498 ]                         |
| Populous: The Beginning                                               | 31 tháng 3 năm 1999  | PlayStation                         | Bullfrog Productions                                         | [ 499 ]                         |
| Jane's Combat Simulations: WWII Fighters                              | 23 tháng 11 năm 1998 | Windows                             | Electronic Arts                                              | [ 500 ]                         |
| Knockout Kings                                                        | 25 tháng 11 năm 1998 | PlayStation                         | Digital Eclipse Software                                     | [ 501 ]                         |
| Knockout Kings                                                        | tháng 12 năm 1999    | Game Boy Color                      | High Score Entertainment / Press Start Inc.                  | [ 502 ]                         |
| Golden Nugget 64                                                      | 1 tháng 12 năm 1998  | Nintendo 64                         | Westwood Studios                                             | [ 503 ]                         |
| Fighter Pilot                                                         | 15 tháng 12 năm 1998 | Windows                             | Charybdis Enterprises                                        | [ 504 ]                         |
| Theme Aquarium                                                        | 17 tháng 12 năm 1998 | PlayStation                         | Tose                                                         | [ 505 ] [ 506 ]                 |
| AFL 99                                                                | 1998                 | PlayStation                         | Electronic Arts                                              | [ 357 ]                         |
| AFL 99                                                                | 1998                 | Windows                             | Electronic Arts                                              | [ 357 ]                         |
| Best of Voodoo                                                        | 1998                 | Windows                             | Electronic Arts                                              | [ cần dẫn nguồn ]               |
| The Biggest Names the Best Games                                      | 1998                 | Windows                             | Electronic Arts                                              | [ 507 ]                         |
| Bundesliga 99                                                         | 1998                 | Windows                             | EA Canada                                                    | [ 508 ]                         |
| The Creed                                                             | 1998                 | Windows                             | Insomnia Entertainment                                       | [ 509 ] [ 510 ]                 |
| The F.A. Premier League Football Manager 99                           | 1998                 | Windows                             | EA UK                                                        | [ 511 ]                         |
| Jane's Combat Simulations: Attack Pack                                | 1998                 | DOS                                 | Electronic Arts                                              | [ 512 ]                         |
| Jane's Combat Simulations: Attack Pack                                | 1998                 | Windows                             | Electronic Arts                                              | [ 512 ]                         |
| Jane's Combat Simulations: Israeli Air Force                          | 1998                 | Windows                             | Pixel Multimedia                                             | [ 513 ]                         |
| Jane's Combat Simulations: Longbow Anthology                          | 1998                 | DOS                                 | Origin Systems                                               | [ 514 ] [ 515 ]                 |
| Jane's Combat Simulations: Longbow Anthology                          | 1998                 | Windows                             | Origin Systems                                               | [ 514 ] [ 515 ]                 |
| PGA Tour Gold                                                         | 1998                 | Windows                             | Electronic Arts                                              | [ 516 ]                         |
| Play the Games Vol. 1                                                 | 1998                 | DOS                                 | Namco Bandai Entertainment / Infogrames                      | [ 517 ]                         |
| Play the Games Vol. 1                                                 | 1998                 | Windows                             | Namco Bandai Entertainment / Infogrames                      | [ 517 ]                         |
| Queen: The eYe                                                        | 1998                 | DOS                                 | Destination Design                                           | [ 518 ]                         |
| Queen: The eYe                                                        | 1998                 | Windows                             | Destination Design                                           | [ 518 ]                         |
| Ultimate Sim                                                          | 1998                 | Windows                             | Electronic Arts                                              | [ 519 ]                         |
| X Games Pro Boarder                                                   | 1998                 | PlayStation                         | Radical Entertainment                                        | [ 520 ]                         |
| X Games Pro Boarder                                                   | 1998                 | Windows                             | Radical Entertainment                                        | [ 520 ]                         |
| SimCity 3000                                                          | 1 tháng 2 năm 1999   | Linux                               | Maxis                                                        | [ 521 ]                         |
| SimCity 3000                                                          | 1 tháng 2 năm 1999   | Macintosh                           | Maxis                                                        | [ 522 ]                         |
| SimCity 3000                                                          | 1 tháng 2 năm 1999   | Windows                             | Maxis                                                        | [ 522 ]                         |
| Sid Meier's Alpha Centauri                                            | 12 tháng 2 năm 1999  | Windows                             | Firaxis Games                                                | [ 523 ]                         |
| Beetle Adventure Racing!                                              | 28 tháng 2 năm 1999  | Nintendo 64                         | Paradigm Entertainment                                       | [ 524 ]                         |
| Triple Play 2000                                                      | 28 tháng 2 năm 1999  | Nintendo 64                         | Treyarch                                                     | [ 525 ] [ 526 ]                 |
| Triple Play 2000                                                      | 22 tháng 3 năm 1999  | PlayStation                         | Treyarch                                                     | [ 527 ]                         |
| Triple Play 2000                                                      | 31 tháng 3 năm 1999  | Windows                             | Treyarch                                                     | [ 528 ]                         |
| NASCAR Revolution                                                     | 1 tháng 3 năm 1999   | Windows                             | Stormfront Studios                                           | [ 529 ]                         |
| Need for Speed: High Stakes                                           | 1 tháng 3 năm 1999   | PlayStation                         | EA Canada                                                    | [ 530 ]                         |
| Need for Speed: High Stakes                                           | 1 tháng 6 năm 1999   | Windows                             | EA Seattle                                                   | [ 531 ]                         |
| Lands of Lore III                                                     | 3 tháng 3 năm 1999   | Windows                             | Westwood Studios                                             | [ 532 ]                         |
| Recoil                                                                | 11 tháng 3 năm 1999  | Windows                             | Zipper Interactive / Westwood Studios                        | [ 533 ]                         |
| Sports Car GT                                                         | 31 tháng 3 năm 1999  | PlayStation                         | Image Space Incorporated                                     | [ 534 ]                         |
| Sports Car GT                                                         | 30 tháng 4 năm 1999  | Windows                             | Image Space Incorporated                                     | [ 535 ]                         |
| Superbikes '99                                                        | 10 tháng 4 năm 1999  | Windows                             | Milestone srl                                                | [ 536 ] [ 537 ]                 |
| F-22 Lightning 3                                                      | 30 tháng 4 năm 1999  | Windows                             | NovaLogic                                                    | [ 538 ]                         |
| Hot Wheels Turbo Racing                                               | 11 tháng 5 năm 1999  | Nintendo 64                         | Stormfront Studios                                           | [ 539 ]                         |
| Hot Wheels Turbo Racing                                               | 11 tháng 5 năm 1999  | PlayStation                         | Stormfront Studios                                           | [ 540 ]                         |
| Jane's Combat Simulations: Fleet Command                              | 15 tháng 5 năm 1999  | Windows                             | Sonalysts Combat Simulations                                 | [ 541 ]                         |
| NASCAR Road Racing                                                    | 26 tháng 5 năm 1999  | Windows                             | Electronic Arts                                              | [ 542 ]                         |
| NCAA Football 2000                                                    | 30 tháng 6 năm 1999  | PlayStation                         | EA Sports                                                    | [ 543 ]                         |
| V-Rally 2                                                             | 30 tháng 6 năm 1999  | PlayStation                         | Eden Studios                                                 | [ 544 ]                         |
| Dungeon Keeper 2                                                      | 7 tháng 7 năm 1999   | Windows                             | Bullfrog Productions                                         | [ 545 ] [ 546 ] [ 547 ] [ 548 ] |
| Madden NFL 2000                                                       | 31 tháng 7 năm 1999  | PlayStation                         | EA Tiburon                                                   | [ 549 ]                         |
| Madden NFL 2000                                                       | tháng 8 năm 1999     | Game Boy Advance                    | EA Tiburon                                                   | [ 549 ]                         |
| Madden NFL 2000                                                       | 31 tháng 8 năm 1999  | Nintendo 64                         | EA Tiburon                                                   | [ 549 ]                         |
| Madden NFL 2000                                                       | 31 tháng 8 năm 1999  | Windows                             | EA Tiburon                                                   | [ 549 ]                         |
| Madden NFL 2000                                                       | 16 tháng 11 năm 1999 | Macintosh                           | EA Tiburon                                                   | [ 549 ]                         |
| Sled Storm                                                            | 31 tháng 7 năm 1999  | PlayStation                         | EA Canada                                                    | [ 550 ]                         |
| NHL 2000                                                              | 31 tháng 8 năm 1999  | PlayStation                         | EA Canada                                                    | [ 551 ]                         |
| NHL 2000                                                              | 30 tháng 9 năm 1999  | Windows                             | EA Canada                                                    | [ 551 ]                         |
| System Shock 2                                                        | 11 tháng 8 năm 1999  | Windows                             | Irrational Games / Looking Glass Studios                     | [ 552 ] [ 553 ]                 |
| Flight Unlimited III                                                  | 17 tháng 9 năm 1999  | Windows                             | Looking Glass Studios                                        | [ 554 ]                         |
| WCW Mayhem                                                            | 21 tháng 9 năm 1999  | Nintendo 64                         | Kodiak Interactive                                           | [ 555 ]                         |
| WCW Mayhem                                                            | 31 tháng 8 năm 1999  | PlayStation                         | Kodiak Interactive                                           | [ 555 ]                         |
| NASCAR 2000                                                           | 24 tháng 9 năm 1999  | PlayStation                         | EA Sports / Stormfront Studios                               | [ 556 ]                         |
| NASCAR 2000                                                           | 30 tháng 9 năm 1999  | Nintendo 64                         | EA Sports / Stormfront Studios                               | [ 556 ]                         |
| FIFA 2000                                                             | 30 tháng 9 năm 1999  | Windows                             | EA Canada                                                    | [ 557 ]                         |
| FIFA 2000                                                             | 9 tháng 10 năm 1999  | PlayStation                         | EA Canada                                                    | [ 558 ]                         |
| Deer Hunt Challenge                                                   | 19 tháng 10 năm 1999 | Windows                             | EA Seattle / Inland Productions, Inc.                        | [ 559 ]                         |
| Sid Meier's Alien Crossfire                                           | 20 tháng 10 năm 1999 | Windows                             | Firaxis Games                                                | [ 560 ] [ 561 ]                 |
| Dune 2000                                                             | 31 tháng 10 năm 1999 | PlayStation                         | Intelligent Games / Westwood Studios                         | [ 562 ]                         |
| Medal of Honor                                                        | 31 tháng 10 năm 1999 | PlayStation                         | DreamWorks Interactive                                       | :185                            |
| NBA Live 2000                                                         | 31 tháng 10 năm 1999 | Nintendo 64                         | NuFX                                                         | [ 564 ]                         |
| NBA Live 2000                                                         | 31 tháng 10 năm 1999 | PlayStation                         | EA Canada                                                    | [ 564 ]                         |
| NBA Live 2000                                                         | 31 tháng 10 năm 1999 | Windows                             | EA Canada                                                    | [ 564 ]                         |
| Supercross 2000                                                       | 31 tháng 10 năm 1999 | Nintendo 64                         | MBL Research                                                 | [ 565 ] [ 566 ] [ 567 ]         |
| Supercross 2000                                                       | 31 tháng 10 năm 1999 | PlayStation                         | MBL Research                                                 | [ 565 ] [ 566 ] [ 567 ]         |
| Delta Force 2                                                         | 3 tháng 11 năm 1999  | Windows                             | NovaLogic                                                    | [ 568 ]                         |
| Tomorrow Never Dies                                                   | 16 tháng 11 năm 1999 | PlayStation                         | Black Ops Entertainment                                      | [ 569 ]                         |
| Ultima IX: Ascension                                                  | 23 tháng 11 năm 1999 | Windows                             | Origin Systems                                               | [ 570 ]                         |
| Tiger Woods PGA Tour 2000                                             | 10 tháng 11 năm 1999 | PlayStation                         | EA Redwood Shores                                            | [ 571 ]                         |
| Sid Meier's Antietam!                                                 | 10 tháng 12 năm 1999 | Windows                             | Firaxis Games / BreakAway Games                              | [ 572 ]                         |
| The Biggest Names the Best Games 2                                    | 1999                 | Windows                             | Electronic Arts                                              | [ 573 ]                         |
| The Biggest Names the Best Games 4                                    | 1999                 | Windows                             | Electronic Arts                                              | [ 574 ]                         |
| Cricket World Cup 99                                                  | 1999                 | Windows                             | Creative Assembly                                            | [ 575 ]                         |
| Jane's Combat Simulations: USAF                                       | 1999                 | Windows                             | Pixel Multimedia                                             | [ 576 ]                         |
| Knockout Kings 2000                                                   | 1999                 | Nintendo 64                         | Black Ops Entertainment                                      | [ 577 ]                         |
| Knockout Kings 2000                                                   | 1999                 | PlayStation                         | Electronic Arts                                              | [ 578 ]                         |
| Play the Games Vol. 2                                                 | 1999                 | DOS                                 | Infogrames / Eidos Interactive                               | [ 579 ]                         |
| Play the Games Vol. 2                                                 | 1999                 | Windows                             | Infogrames / Eidos Interactive                               | [ 579 ]                         |
| Populous: The Beginning: Undiscovered Worlds                          | 1999                 | Windows                             | Bullfrog Productions                                         | [ 580 ]                         |
| Street Sk8er                                                          | 1999                 | PlayStation                         | Atelier Double                                               | [ 581 ] [ 582 ]                 |
| The F.A. Premier League Stars                                         | 1999                 | PlayStation                         | EA UK                                                        | [ 583 ]                         |
| The F.A. Premier League Stars                                         | 13 tháng 8 năm 1999  | Windows                             | EA UK                                                        | [ 583 ]                         |